# Stadion Narodowy im. Kazimierza Górskiego w Warszawie

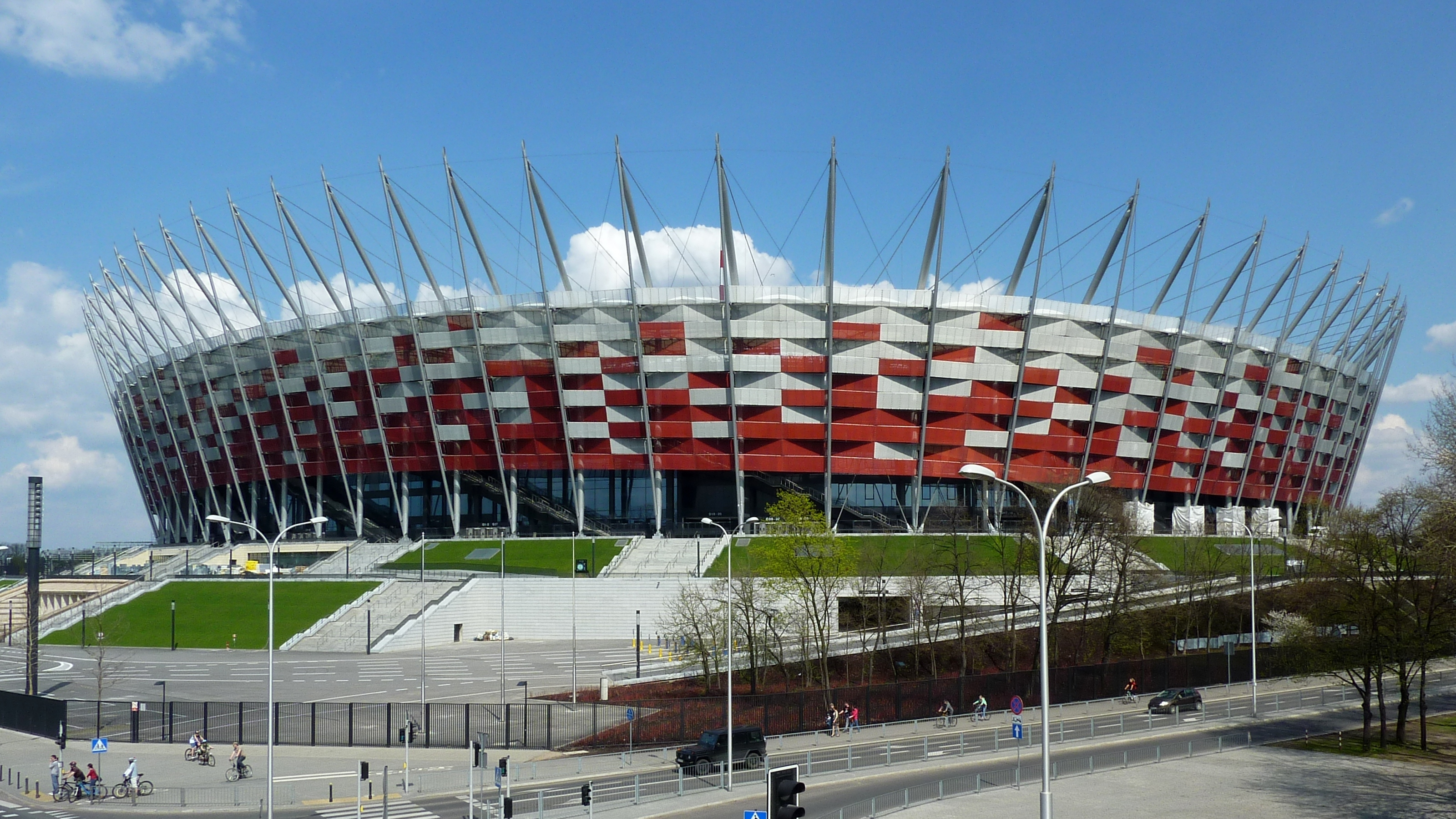
Stadion od strony mostu Poniatowskiego

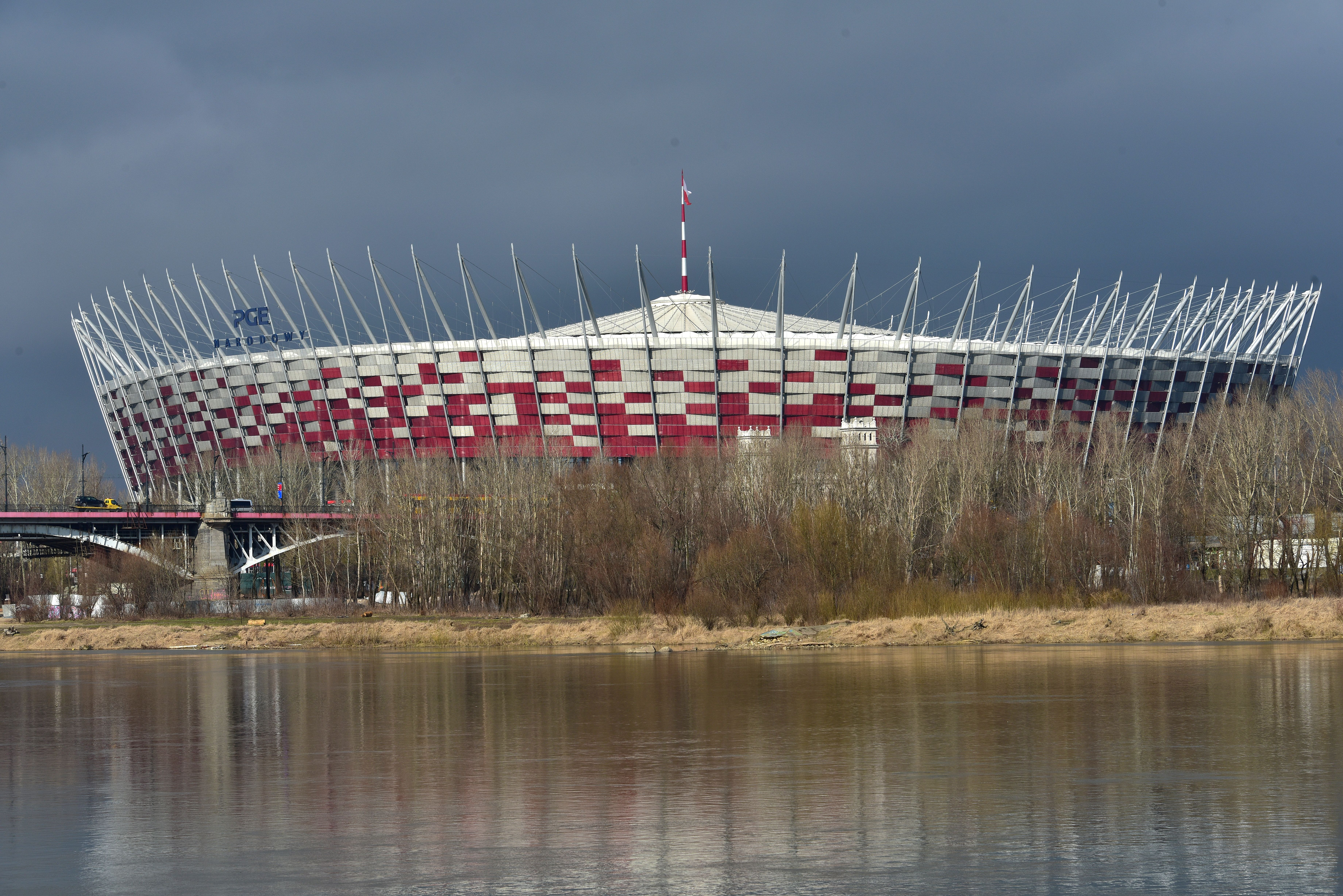
Stadion od strony Wisły

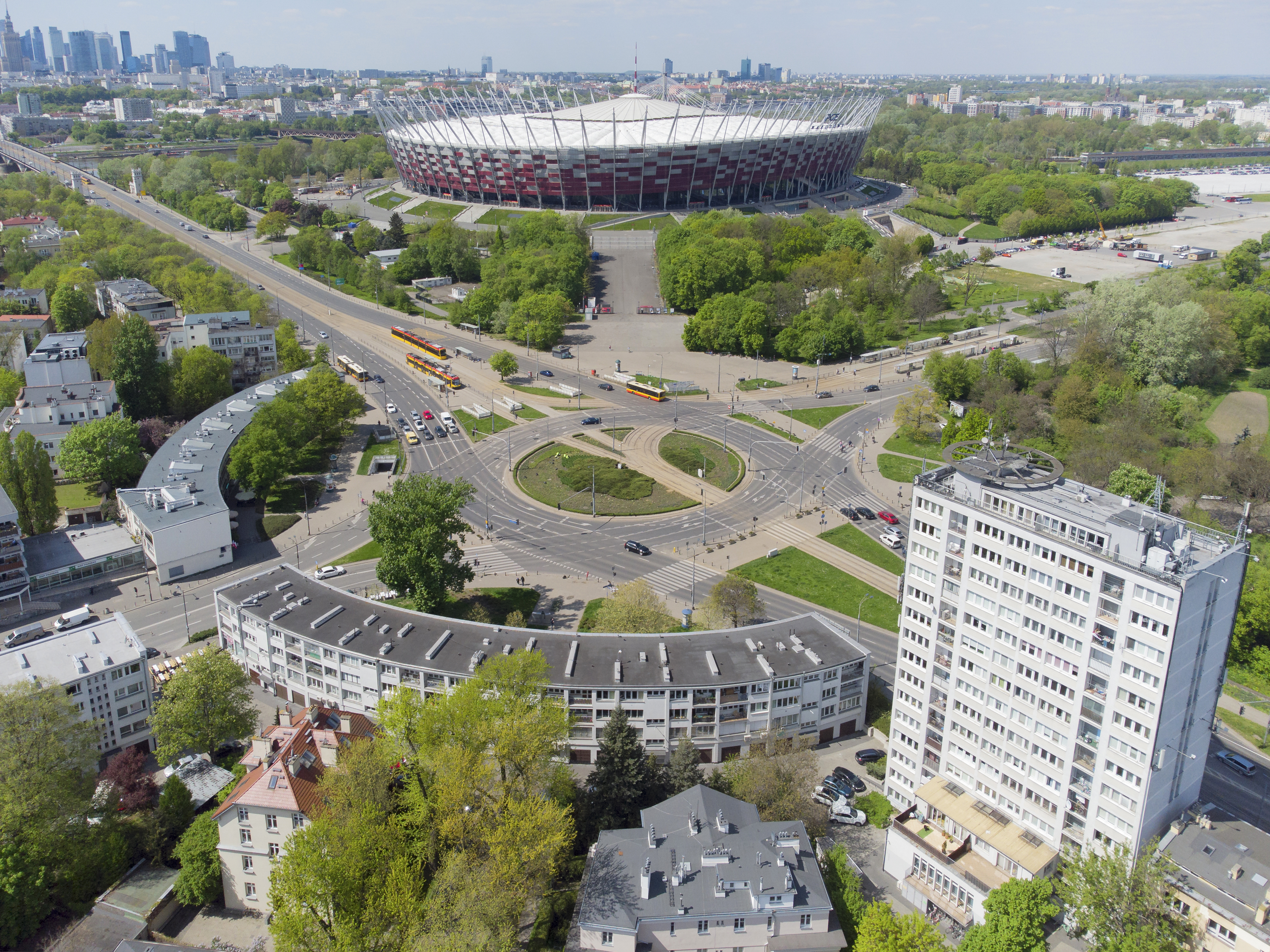
Stadion od strony ronda Waszyngtona

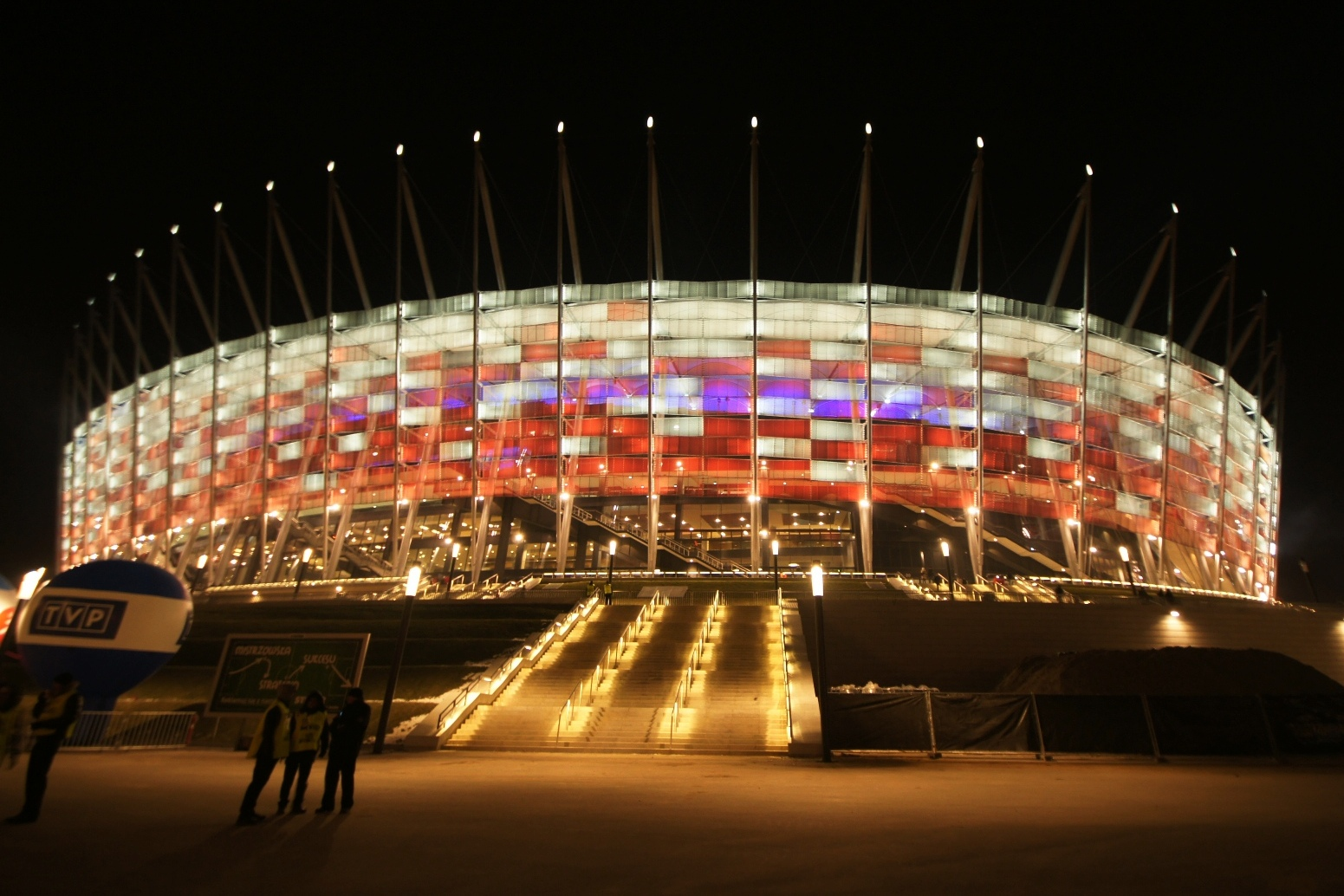
Stadion w dniu meczu Polska-Portugalia, 29 lutego 2012

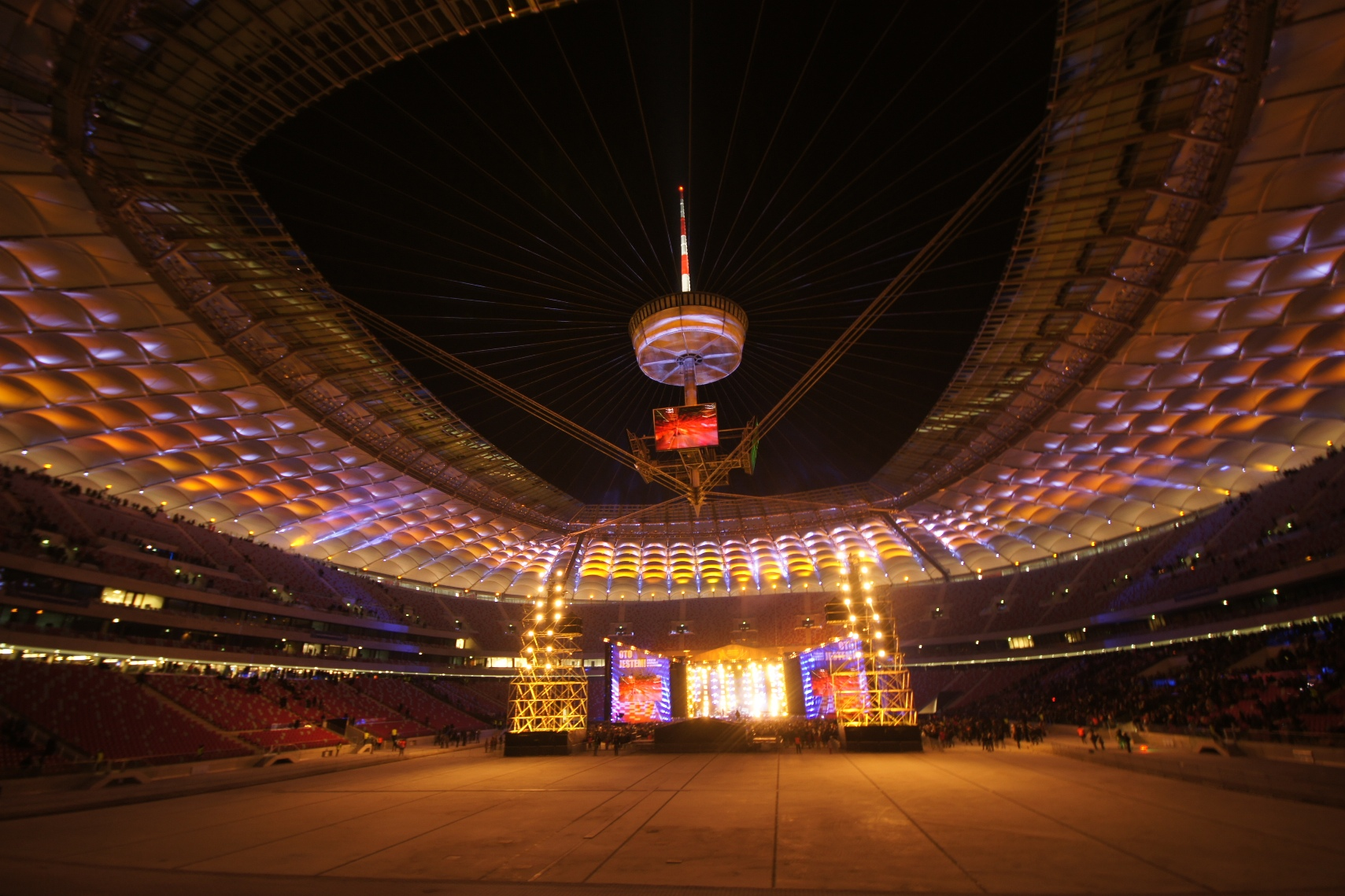
Koncert inauguracyjny, 29 stycznia 2012

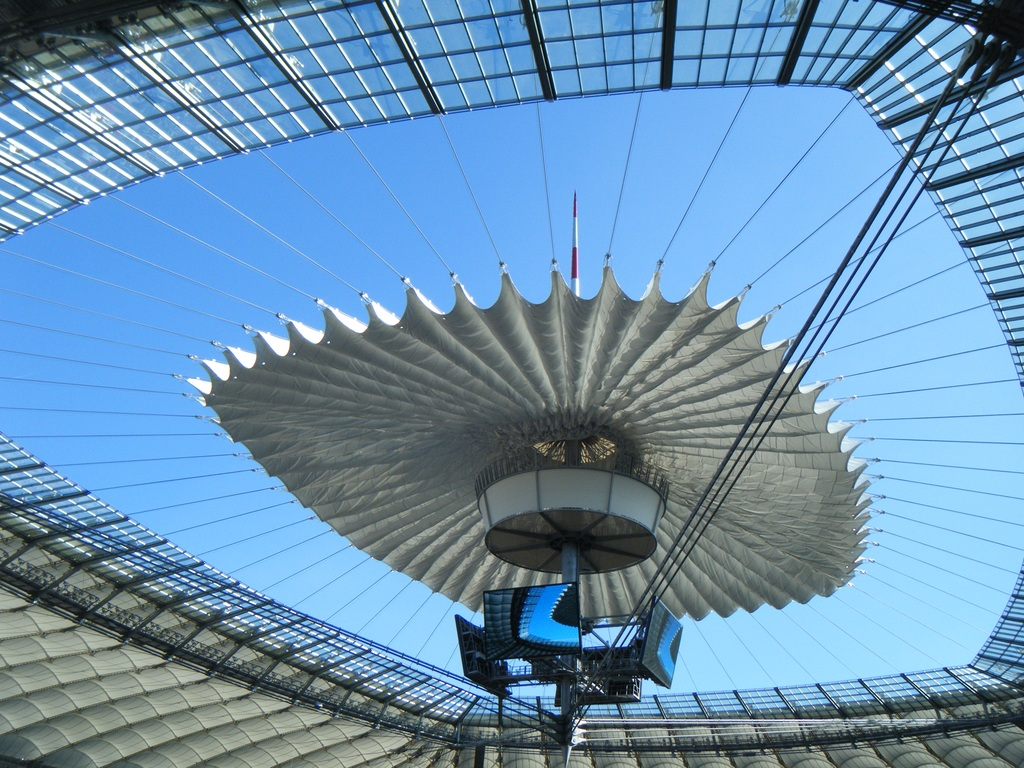
Operacja rozsuwania dachu

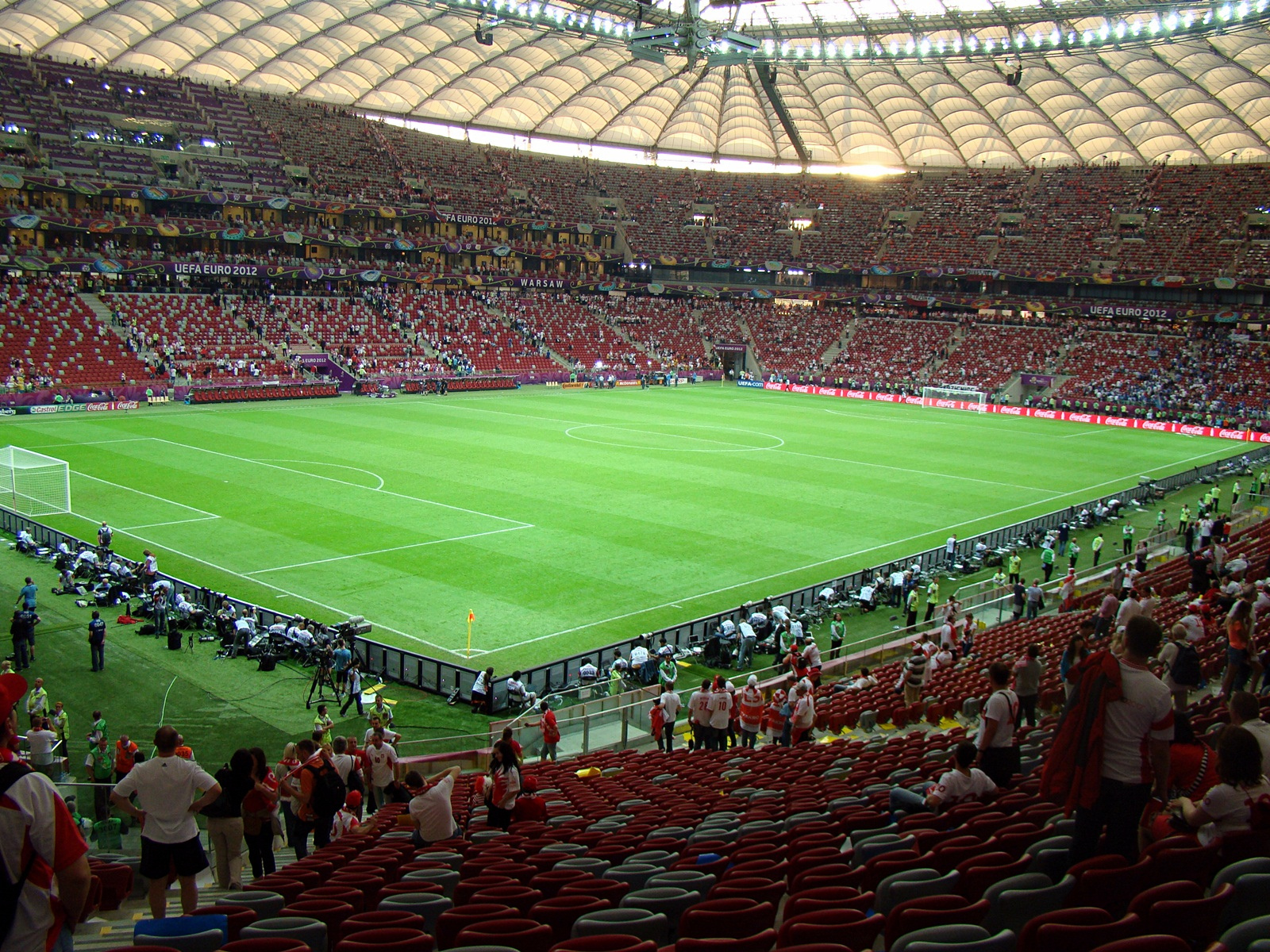
Mecz otwarcia Euro 2012 Polska-Grecja, 8 czerwca 2012

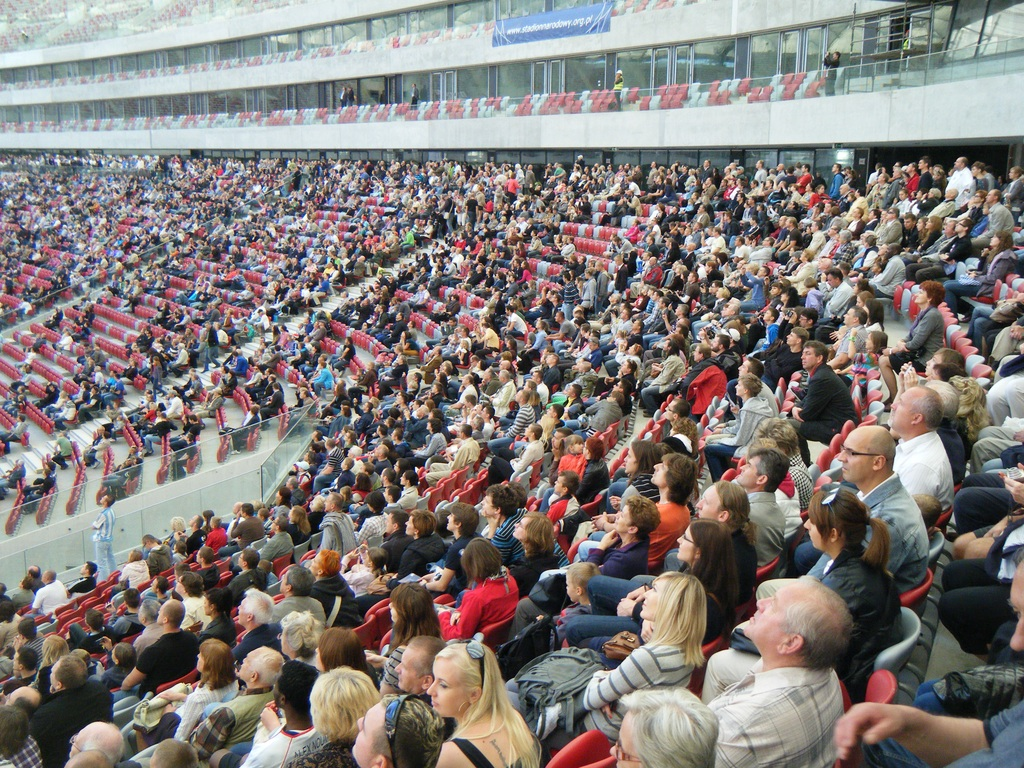
Trybuny w czasie dnia otwartego, 2 października 2011

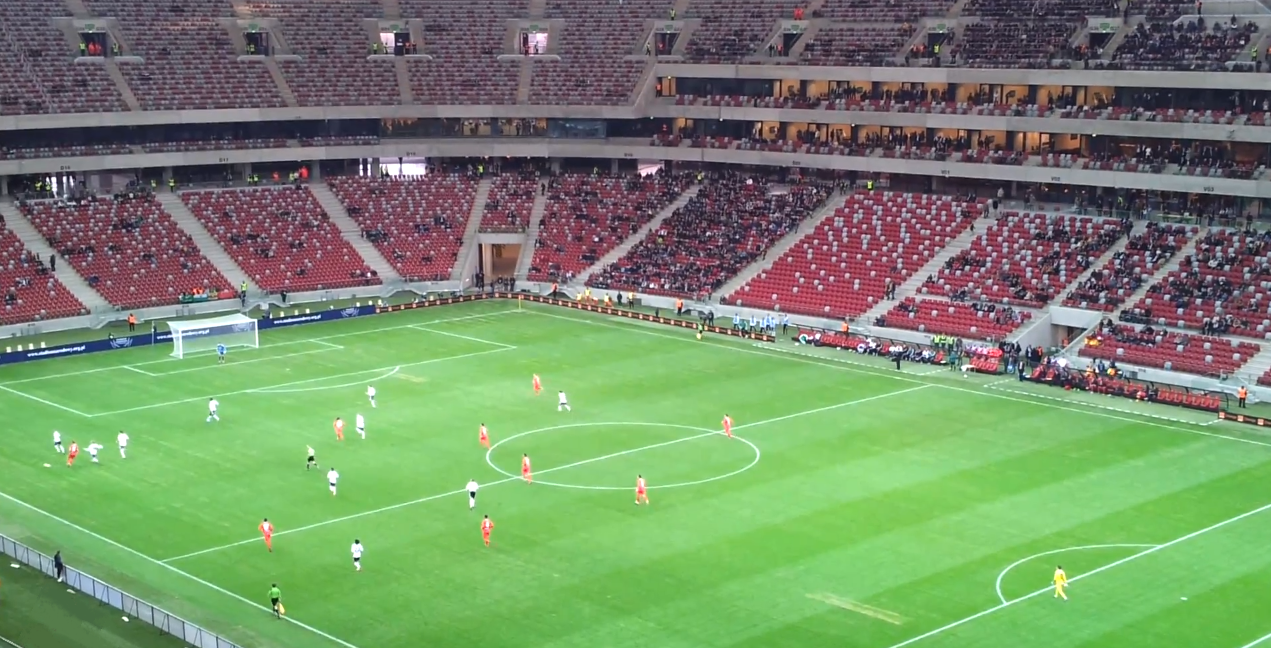
Mecz Legia Warszawa – Sevilla FC, 17 kwietnia 2012

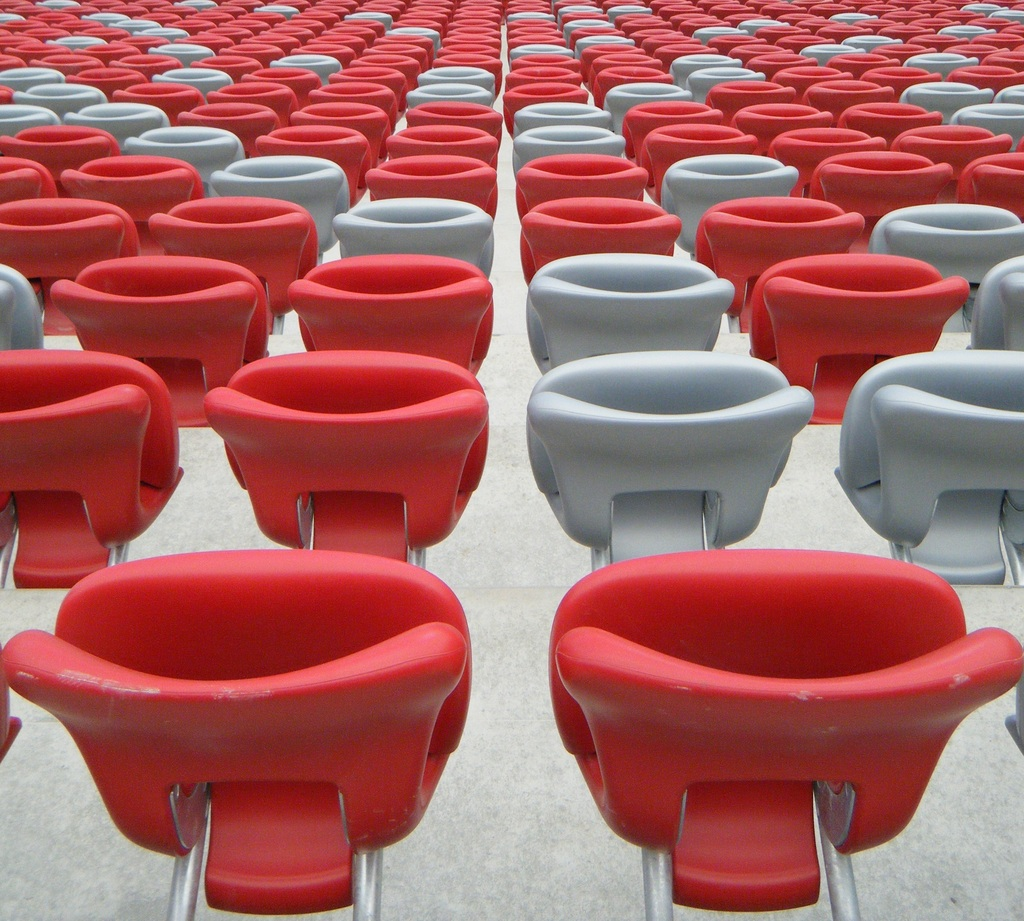
Krzesełka na trybunach

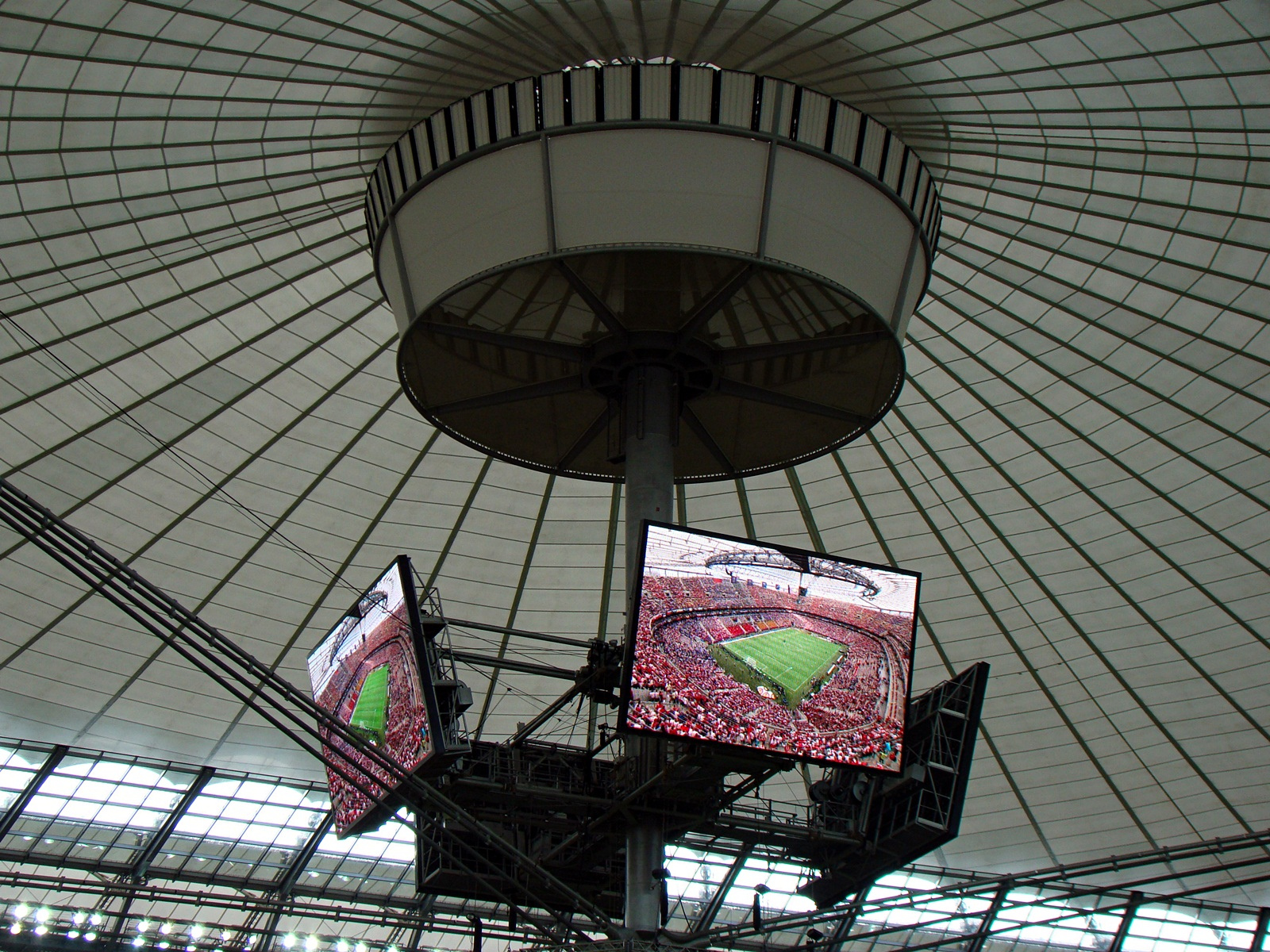
Zwornik dachu

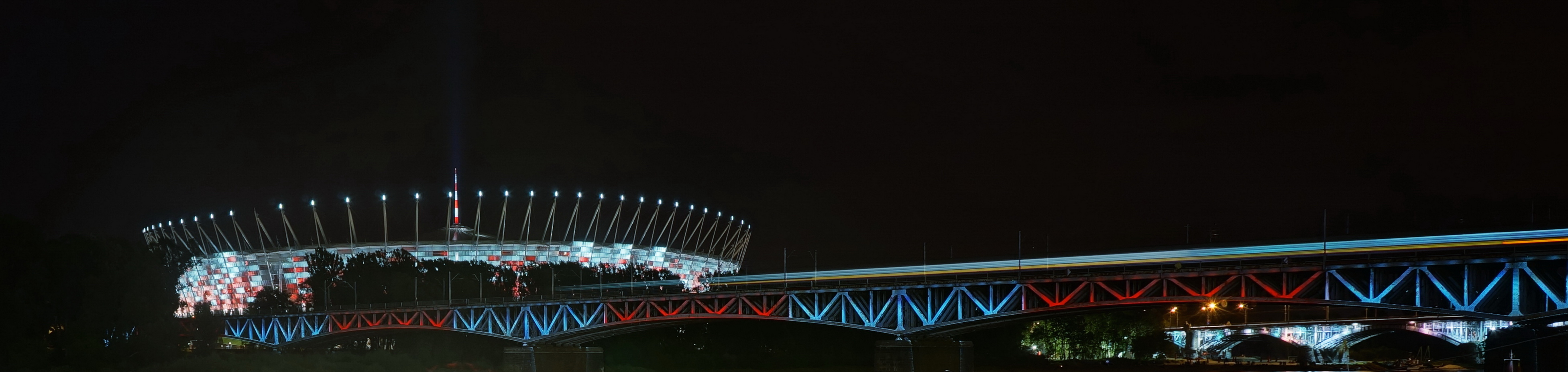
Stadion Narodowy i most średnicowy nocą

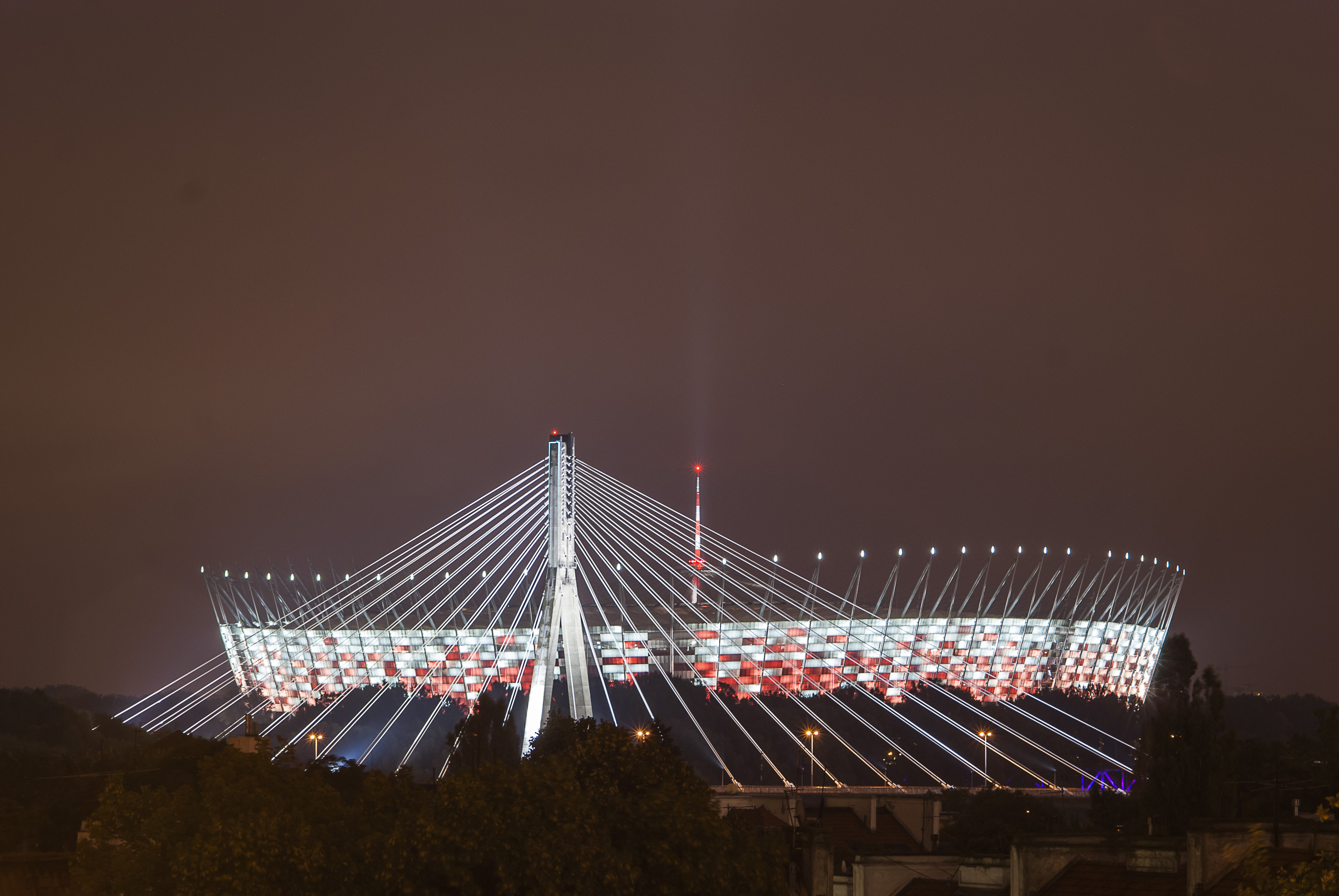
Stadion Narodowy widziany z placu Zamkowego

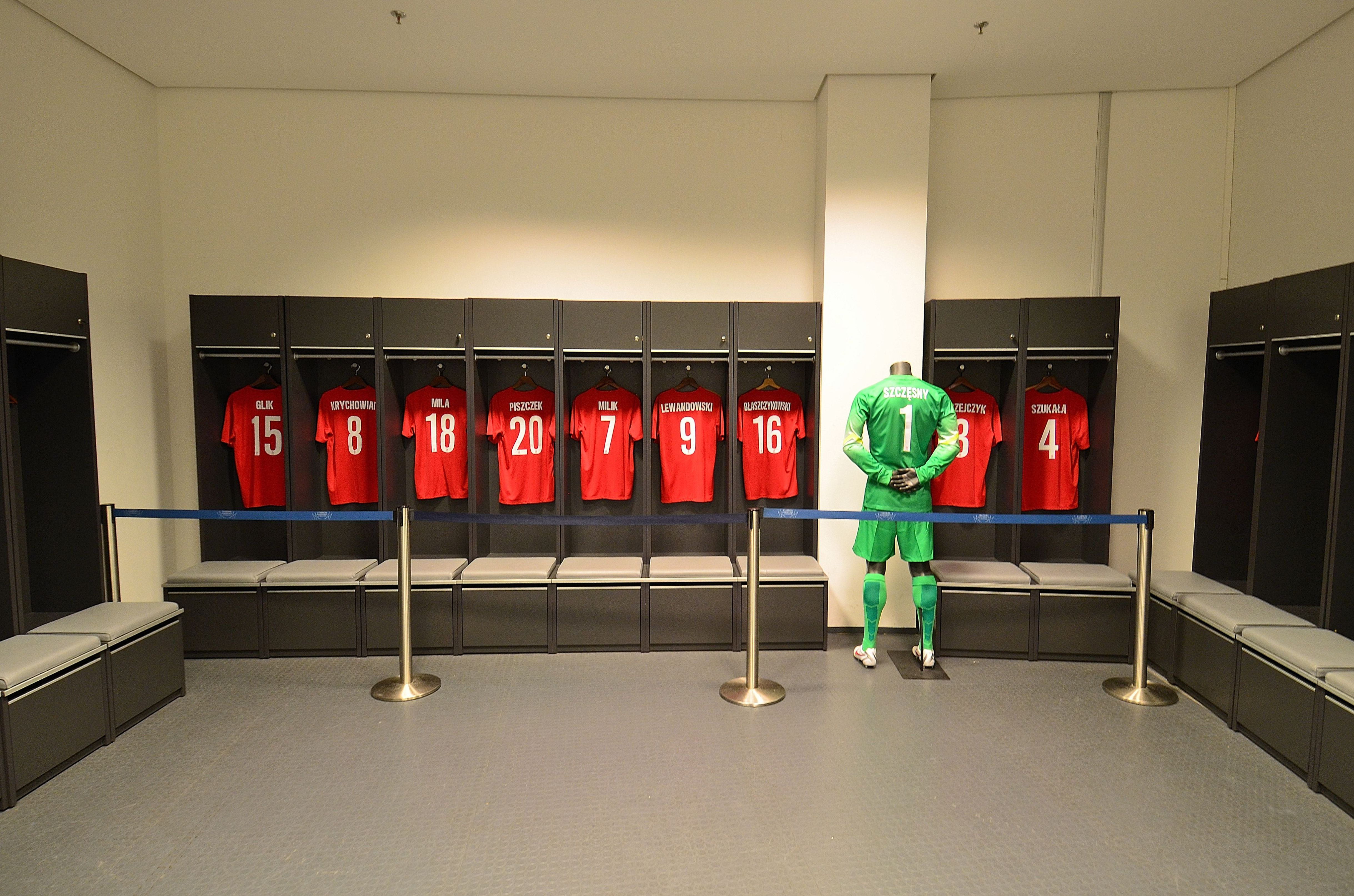
Szatnia z koszulkami reprezentacji Polski w piłce nożnej mężczyzn

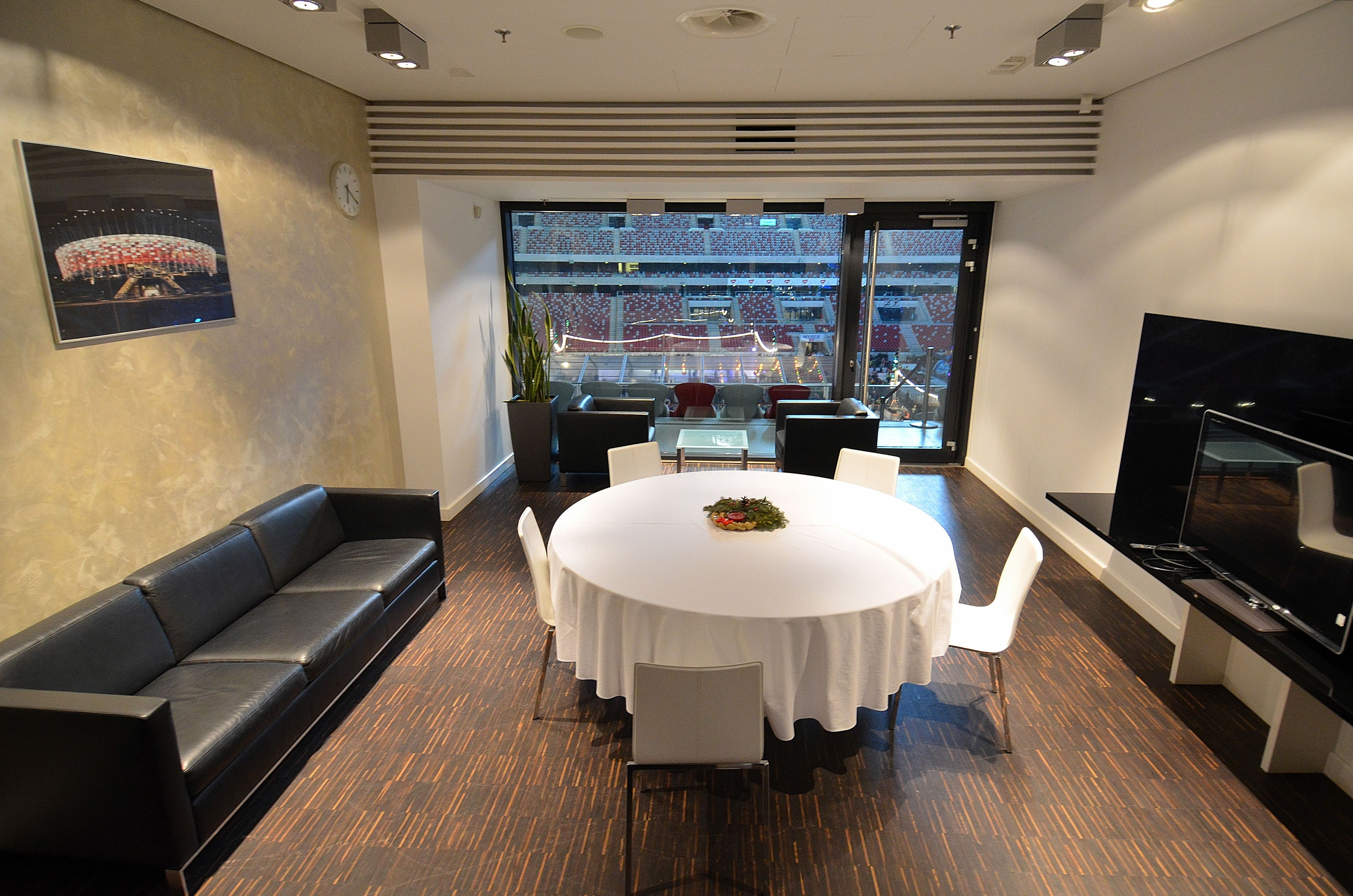
Jedna z lóż VIP

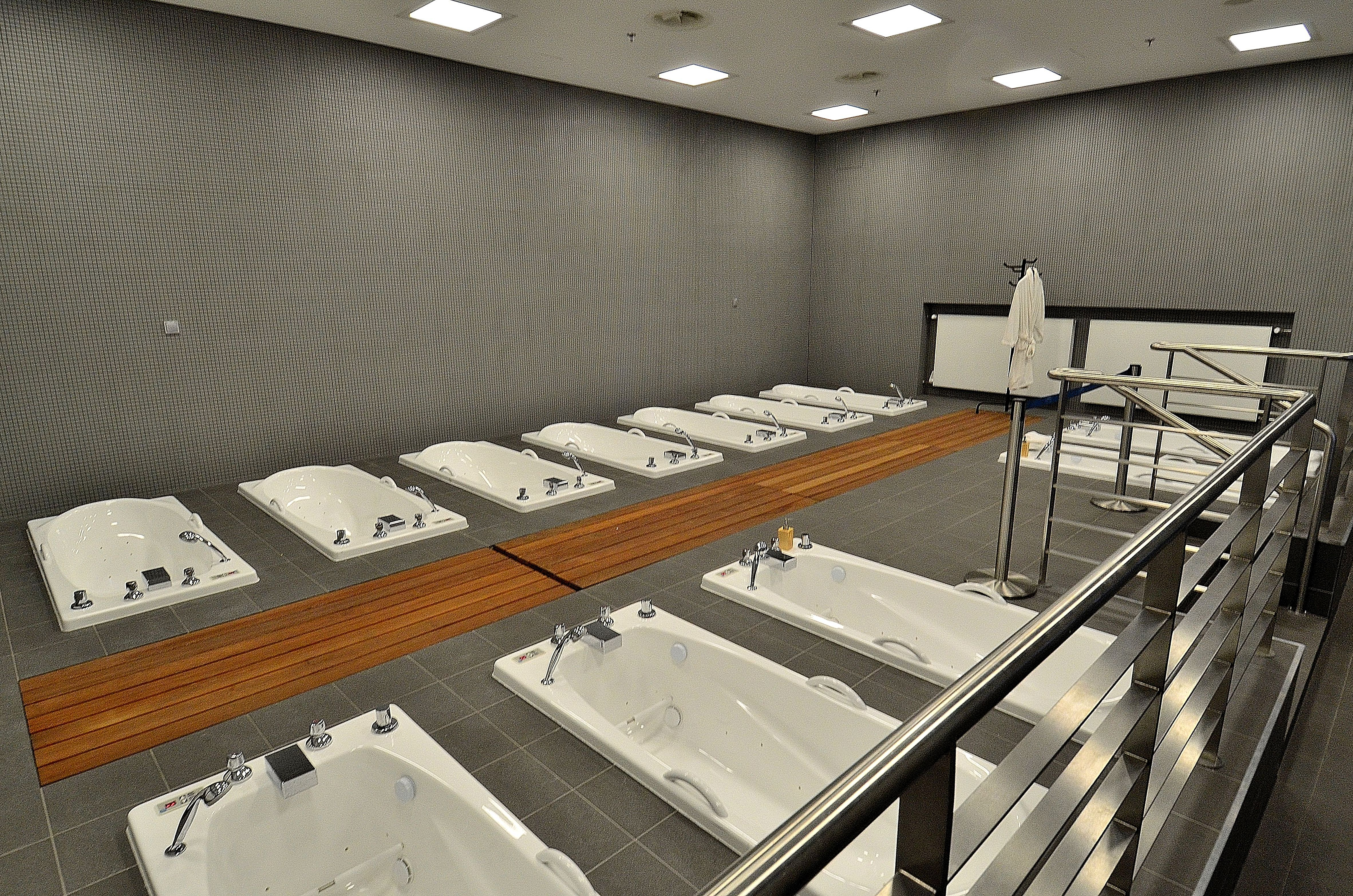
Sala do hydromasażu dla zawodników

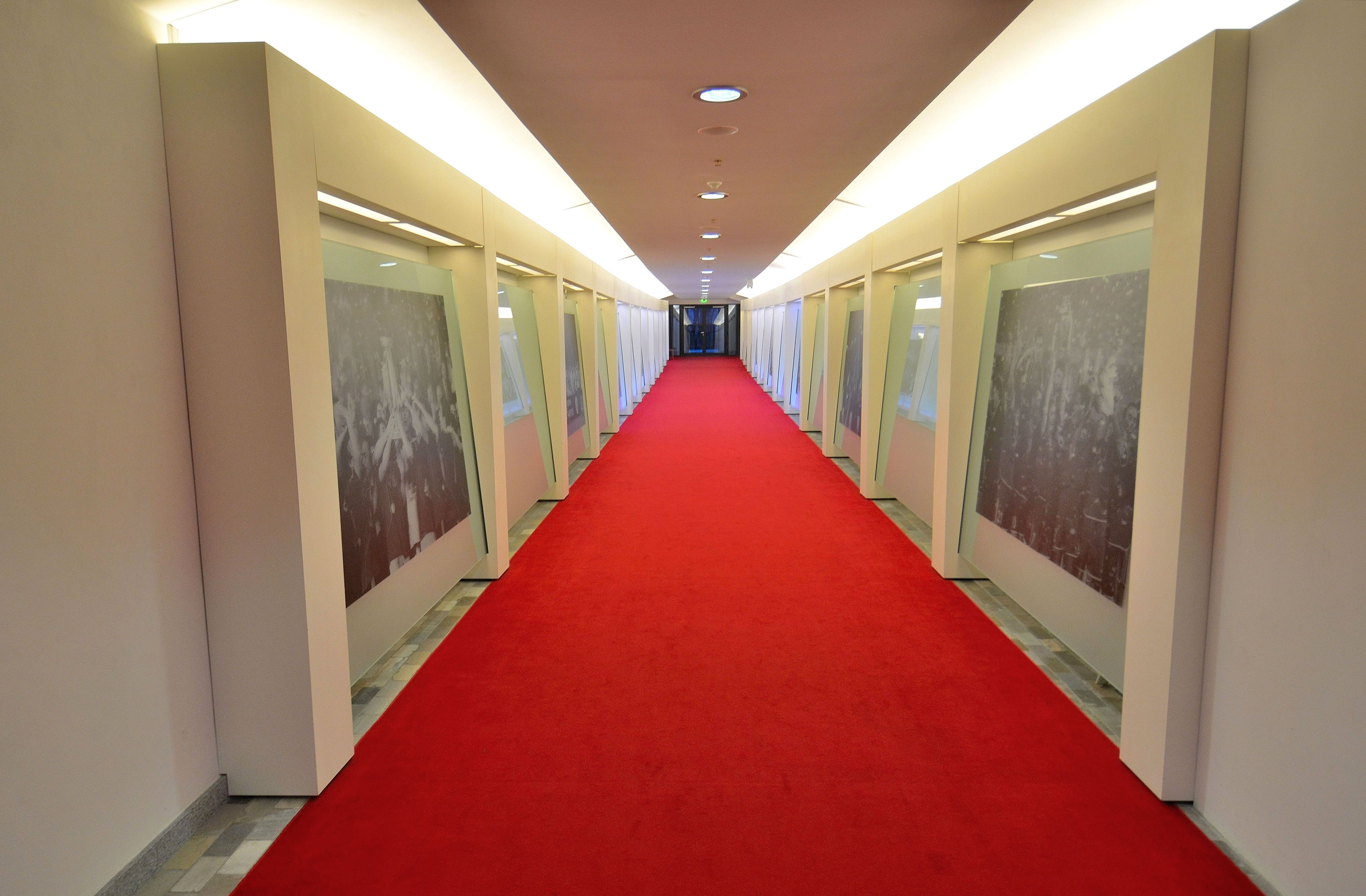
Korytarz VIP

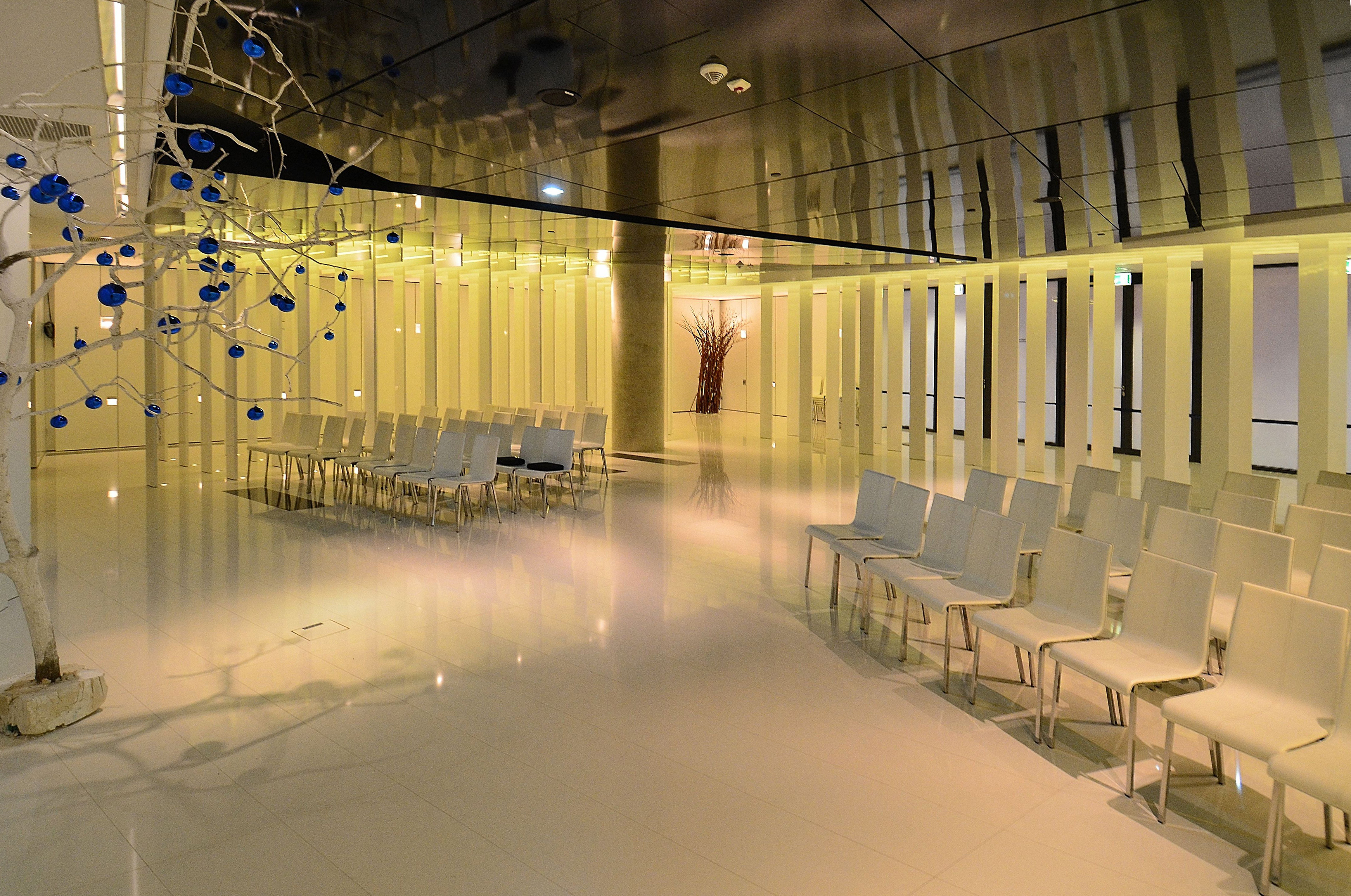
Kaplica wielowyznaniowa

Stadion Narodowy im. Kazimierza Górskiego w Warszawie (do października 2021 Stadion Narodowy w Warszawie), od lipca 2015 pod nazwą sponsorską PGE Narodowy – wielofunkcyjny stadion w Warszawie, wybudowany w latach 2008–2011, przed piłkarskimi Mistrzostwami Europy 2012, w miejscu Stadionu Dziesięciolecia. Oficjalnie otwarty 29 stycznia 2012. Posiada 4. (najwyższą) kategorię w klasyfikacji UEFA.
Na dwukondygnacyjnych trybunach znajduje się 58 580 miejsc siedzących, w tym 4600 miejsc o podwyższonym standardzie oraz 69 lóż (dla 800 osób).
Obiekt został zaprojektowany przez konsorcjum dwóch biur architektonicznych: JSK Architekci z Warszawy, jako lidera konsorcjum (zespół pod kierownictwem Zbigniewa Pszczulnego i Mariusza Rutza) oraz hamburskiego Gerkan, Marg und Partner International GmbH (zespół pod kierownictwem Huberta Nienhoffa i Markusa Pfisterera), we współpracy ze Schlaich Bergermann & Partner GmbH, odpowiedzialnym za wykonawstwo inżynieryjne.
Od 1 stycznia 2013 za przygotowanie instrumentów zarządzania kompleksem sportowo-biznesowym, za zarządzanie obiektem i zabudową terenów przyległych do niego, zapewnienie przychodów umożliwiających pokrycie kosztów, promowanie marki Stadion Narodowy, komercjalizowanie praw marketingowych oraz reklamowych, odpowiada oficjalny operator stadionu, spółka Skarbu Państwa PL.2012+, utworzona przez Ministra Sportu i Turystyki.

## Konstrukcja
Stadion Narodowy to wielofunkcyjny obiekt sportowy, umożliwiający organizację widowisk sportowych, koncertów muzycznych, czy wydarzeń kulturalnych. Ponadto pełni funkcje biurowe, handlowe, hotelowe, gastronomiczne (docelowo 50 barów szybkiej obsługi). W efekcie, codziennie na jego terenie przebywa 2-3 tysiące osób.
Podczas imprez sportowych obiekt jest w stanie pomieścić na trybunach 58 580 kibiców, zaś w czasie imprez muzycznych – do 72 900 osób (w tym 106 niepełnosprawnych). Łączna kubatura stadionu (bez dachu) wynosi ponad 1 000 000 m³. Łączna powierzchnia całkowita stadionu wynosi 203 920 m². Rozpiętość konstrukcji rozsuwanego dachu wynosi 240 × 270 m. Łączna długość dolnej promenady to 924 m. Iglica została zawieszona na wysokości 100 m ponad murawą (112 m nad poziomem Wisły). Stadion posiada największe centrum konferencyjne w Warszawie dla 1600 osób, a jego powierzchnia biurowa i handlowa to 25 000 m². Parking podziemny pod płytą boiska mieści 1765 samochodów. Stadion posiada 965 toalet. Na stadionie znajdują się: 900 miejsc dla przedstawicieli mediów, 4 restauracje, fitness club, fun pub na kilkaset osób i 69 luksusowych lóż biznesowych.
Generalnym wykonawcą Stadionu Narodowego było niemiecko-austriacko-polskie konsorcjum pod wodzą Alpine Bau, w skład którego wchodziły: Alpine Bau Deutschland, Alpine Construction Polska, PBG SA oraz Hydrobudowa Polska SA. Umowa liczyła 250 stron (w tym 60 stron załączników). Termin oddania obiektu został określony na 24 miesiące od podpisania umowy. Na budowie pracowało około 1200 osób, a wylano na niej 150 000 ton mieszanki betonowej.

### Umiejscowienie w niecce Stadionu Dziesięciolecia
Nowy obiekt posadowiony jest na wałach ziemnych wyburzonego Stadionu Dziesięciolecia, na których znajdują się schody prowadzące na promenadę areny.
Wiedząc, iż Stadion Dziesięciolecia był budowany z gruzów lewobrzeżnej Warszawy, a także znajdował się w starorzeczu Wisły, architekci niemiecko-polskiego konsorcjum JSK Architekci Sp. z o.o. zlecili zbadanie podłoża za pomocą próbnego palowania. Ich obawy o to, że teren może być niewystarczająco wytrzymały, a w wałach ziemnych mogą znajdować się niewypały czy ludzkie szczątki, nie sprawdziły się.
W porównaniu do Stadionu Dziesięciolecia, boisko nowej areny znajduje się około 8 metrów wyżej. Pod nim zaprojektowano dwupoziomowy parking podziemny na ok. 1800 pojazdów. Dojazd do parkingów zapewniają istniejące już wcześniej tunele w wałach ziemnych Stadionu Dziesięciolecia, ale także nowe, przebite w trakcie budowy Stadionu Narodowego. Jest on największym stadionem w Polsce.

### Fasada
Fasada obiektu nawiązuje do polskich barw narodowych, przypominając falującą biało-czerwoną flagę i jest w kolorze srebrno-czerwonym, podobnie jak krzesełka. Fasada z anodowanej siatki, która została sprowadzona z Hiszpanii, kryje wewnętrzną aluminiowo-szklaną elewację. Stadion jest konstrukcją otwartą, co oznacza brak trwałej, zamkniętej fasady, przez co temperatura wewnątrz obiektu jest podobna do otoczenia mimo zamkniętego zadaszenia. Ażurowa fasada pozwala na naturalną wentylację pomieszczeń pod trybunami i dostęp do nich światła dziennego.
Elewacje są rozpięte na potężnej konstrukcji z rur, które zostały wyprodukowane we Włoszech. Ta konstrukcja jest całkowicie niezależna od żelbetowej konstrukcji trybun i nosi dach nad stadionem. Dzięki oderwaniu elewacji od trybun projektanci mogli swobodnie projektować przestrzeń pod trybunami.

### Płyta i murawa
W projekcie uwzględniono murawę modułową (specjalna ruchoma płyta, na której rośnie murawa), ponieważ jako nowoczesny obiekt Narodowy miał nie posiadać stałej. Murawa modułowa miała być wysuwana przed meczem, a wsuwana po jego zakończeniu, zmniejszając koszty każdorazowego układania nowej murawy przed meczem. Z nieznanych przyczyn ministerstwo sportu odłożyło zamontowanie tego rozwiązania. Obiekt posiada podgrzewaną płytę boiska.
Mimo starań prezesa NCS Roberta Wojtasia, aby murawa przed mistrzostwami nie została wymieniona, UEFA oceniła jej stan na niewystarczający. Standardowy koszt murawy to 400 000 zł, jednak koszt wykonania i utrzymania murawy na stadionie oszacowano na około 1 200 000 zł.
Murawa przed meczem Polska – Anglia w październiku 2012 r. została wykonana na zlecenie NCS przez firmę Zielona Architektura, która za położenie murawy na jeden mecz otrzymała 722 000 zł. W warunkach zamówienia napisano, iż wykonana podbudowa musi spełniać warunek kompensacji nierówności płyty zapewniając jednocześnie równomierny odbiór wody z nawierzchni z trawy z rolki. Robert Wojtaś szef NCS przyznał w wywiadzie, iż dreny odbierające wodę, nie nadążały z jej usuwaniem. Oryginalny projekt wykonania murawy został zmieniony – podczas EURO 2012 grubość murawy wynosiła 36 cm, natomiast sama warstwa drenażu 23 cm. Podczas meczu Polska-Anglia grubość warstw była znacznie cieńsza, nie był to ten sam system, który był rozłożony podczas Mistrzostw Europy Euro 2012 oraz w żaden sposób modyfikacja projektu nie została zaakceptowana przez głównego projektanta stadionu Zbigniewa Pszczulnego oraz władze UEFA. Murawa na Euro była wyposażona w warstwę drenażową o grubości kilkudziesięciu centymetrów. Podbudowa murawy ułożona przez firmę Zielona Architektura miała grubość 7 centymetrów.

### Trybuny
Obiekt posiada dwa pierścienie trybun – dolny i górny, na których znajduje się 58 580 miejsc siedzących. Pozostałe miejsca siedzące znajdują się na konstrukcyjnym rozdzieleniu pierścieni. Dostawcą siedzisk było Forum Seating, należące do krośnieńskiej Grupy Nowy Styl, a wyprodukowane zostały w Jaśle. Na trybunach znajdują się: 900 miejsc prasowych przeznaczonych dla mediów, ponad 4600 tzw. miejsc „premium”, przeznaczonych dla gości specjalnych, 106 miejsc dla osób niepełnosprawnych, a także ponad 800 miejsc w lożach VIP. Trybuny nie posiadają popularnej funkcji czasowego składania przednich rzędów trybun w celu rozgrywania zawodów lekkoatletycznych obecnej na wielu stadionach, np. Stade de France. Na chwilę obecną zgodnie z zaleceniami UEFA pojemność stadionu nie pozwala na rozgrywanie finału Ligi Mistrzów UEFA. Natomiast ta pojemność stadionu pozwala na rozgrywanie finału Ligi Europy UEFA i Superpucharu Europy UEFA.
Pod trybunami znajdują się nie tylko szatnie i pomieszczenia dla ekip, ale również sale konferencyjne i powierzchnie użytkowe o łącznej powierzchni 130 tys. metrów kwadratowych.
Budowla posiada osiem kondygnacji o zróżnicowanej wysokości. Najwyższy punkt, na poziomie trybun, znajduje się 41 m nad poziomem murawy byłego Stadionu Dziesięciolecia, natomiast najwyższy punkt konstrukcji stalowej dachu – 70 metrów. Dach osłania nie tylko trybuny, ale również boisko.

### Zadaszenie
Częściowo przezroczysty, zamykany dach, został wykonany z włókna szklanego pokrytego warstwą teflonu, odpornego na zgniecenie oraz działanie czynników atmosferycznych (deszcz i światło słoneczne), zdolnego do utrzymania również do 18 cm mokrego śniegu lub 70 cm suchego. Dopuszczalne obciążenie konstrukcji wynosi 140 kg/m². Dach posiada system czujników ostrzegających przed nadmiernym obciążeniem konstrukcji. Technologia produkcji należy do niemieckiej firmy Hightex GmbH. Tkaninę wyprodukowano w Bangkoku, w zakładach firmy Asia Membrane Co. Ltd. Proces otwierania lub zamykania dachu trwa około 20 minut i przeprowadza się jedynie w temperaturze powyżej 5 st. Celsjusza. Napędy dla dachu służą naciąganiu materiału w przypadku jego zamykania, lub zwijaniu w przypadku jego otwierania. Łączna masa lin podtrzymujących konstrukcję dachu wynosi 1200 ton. Pod dachem umieszczono 4 ekrany LED o powierzchni 200 m².

### Kaplica wielowyznaniowa
Na poziomie minus trzy, od strony ul. Wybrzeże Szczecińskie znajduje się kaplica wielowyznaniowa o powierzchni 260 m², mająca służyć zawodnikom, trenerom i kibicom różnych religii. Została wyświęcona w maju 2012 r. przez przedstawicieli trzech religii: chrześcijaństwa, judaizmu i islamu.
Kaplica nie zawiera stałych symboli żadnej z religii. Jej wnętrze zostało wykreowane za pomocą dwóch dopełniających się elementów: kolumnady oraz światła jako symbolu boskości.

### Ułatwienia dla osób z niepełnosprawnościami
Na stadionie znajduje się pięćdziesiąt specjalnych miejsc dla niewidomych i ich opiekunów. Są one umiejscowione w sektorach wśród innych kibiców. Każdy niewidomy wchodzący na stadion dostaje również zestaw słuchawkowy, dzięki któremu będzie mógł słuchać specjalnie stworzonej dla niewidomych, relacji meczu.

### Otoczenie
19 maja 2008 zebrano oferty przetargowe na projekt zagospodarowania błoni Stadionu Narodowego.
W konkursie wzięły udział 22 firmy.
4 czerwca został wybrany wykonawca – konsorcjum JEMS Architekci-Dawos.
Realizacja planu jest przewidziana po mistrzostwach Europy w piłce nożnej w 2012 roku, w związku z tym w lipcu 2011 zaprezentowano tymczasowy projekt zagospodarowania przestrzennego z myślą o Euro 2012. W otoczeniu stadionu powstaną aleje spacerowe, park, wielofunkcyjne tereny otwarte oraz nowa ulica wzdłuż nasypu kolejowego i nowej stacji Warszawa Stadion nawiązującej konstrukcją do stadionu. Po stronie stacji znajdą się wielofunkcyjny plac miejski oraz parking dla kibiców. Na stadion prowadzą cztery drogi (jedna z nich jest przeznaczona tylko dla specjalnych gości). Przygotowanie projektu inwestycyjnego i programu jego realizacji w systemie partnerstwa publiczno-prywatnego jest zadaniem spółki PL.2012+.
Właściwy plan zagospodarowania zakłada utworzenie:
- parku oraz kilku ogólnodostępnych deptaków,
- wielofunkcyjnej hali widowiskowo-sportowej dla 20 000 widzów,
- pływalni z basenem olimpijskim (50-metrowym),
- centrum kongresowego dla 8000 osób oraz hotelu i biurowców[40]

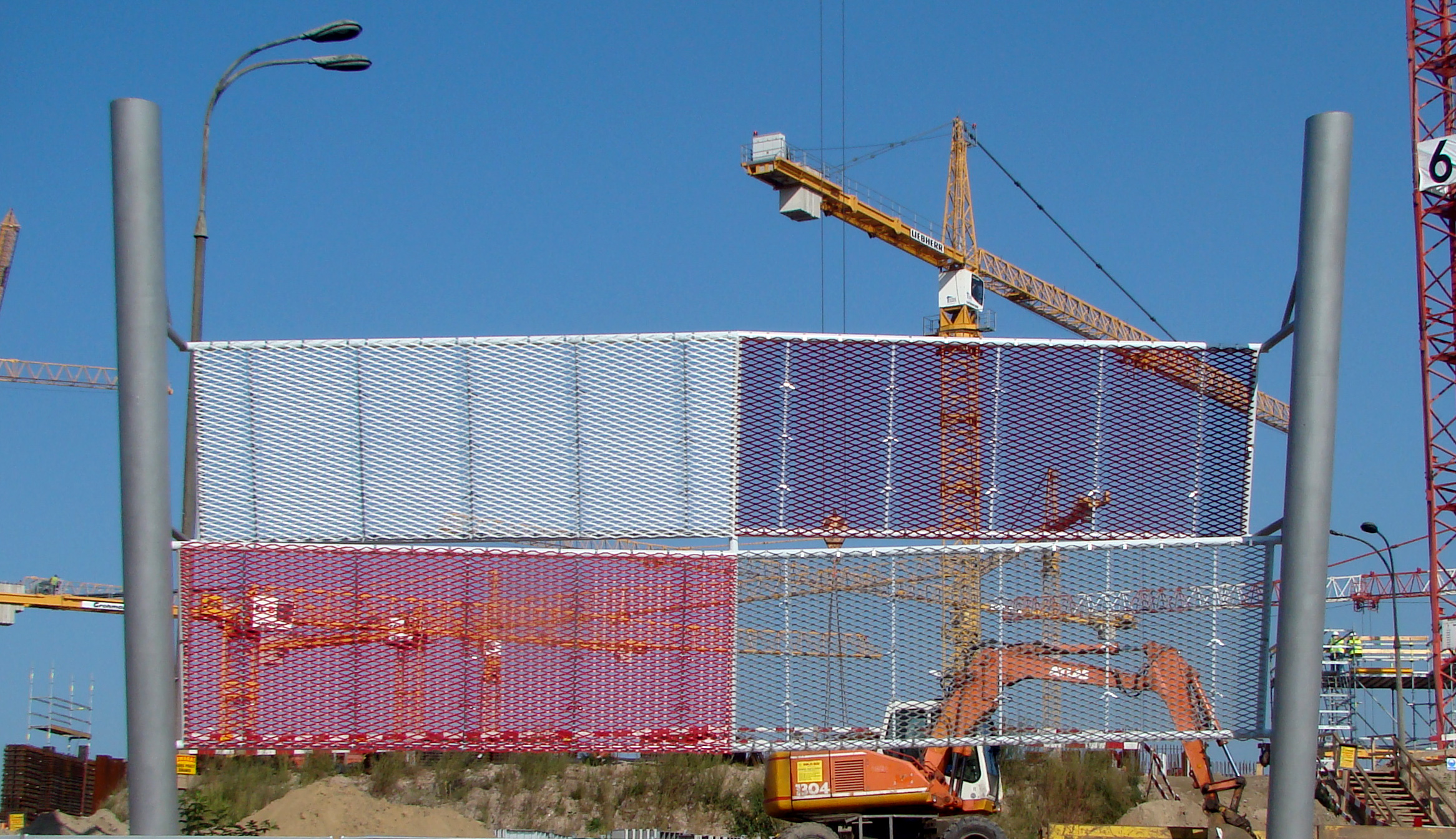
Próbki siatki na elewację stadionu

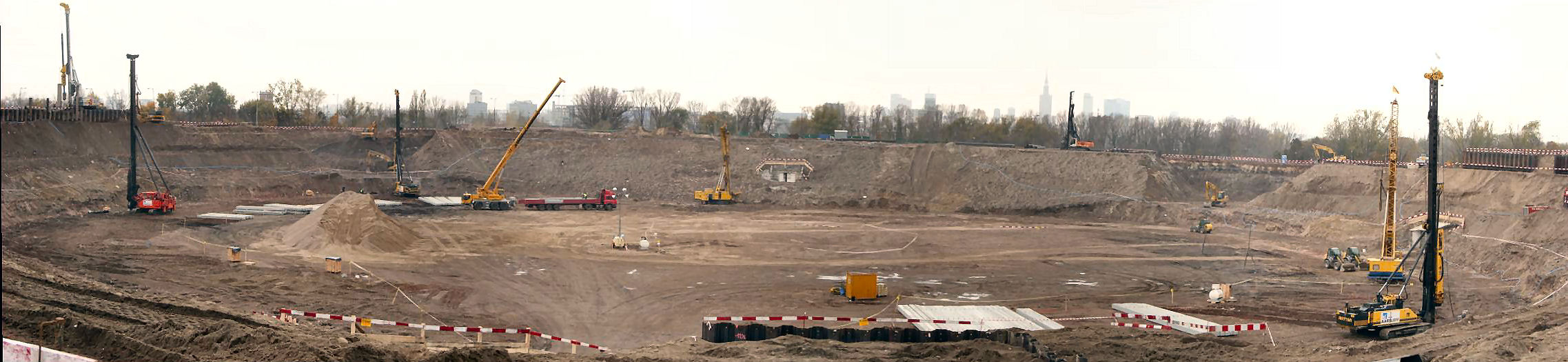
Panorama budowy, 25 listopada 2008

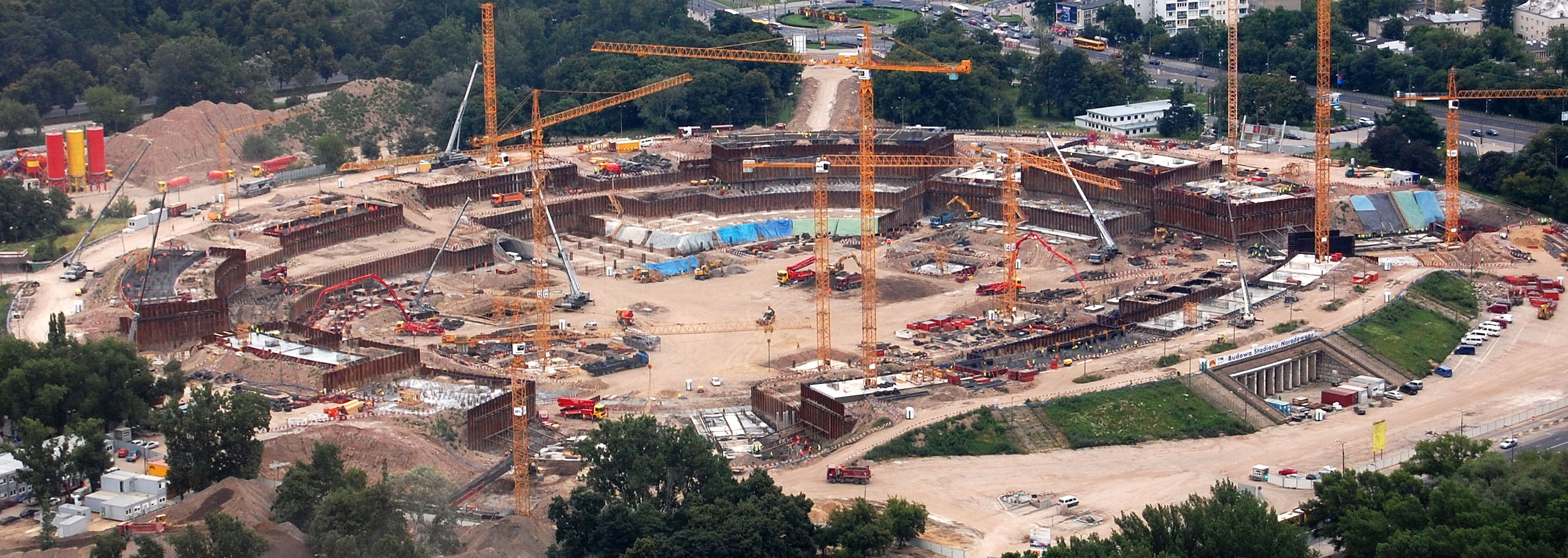
Fotografia lotnicza budowy, 14 lipca 2009

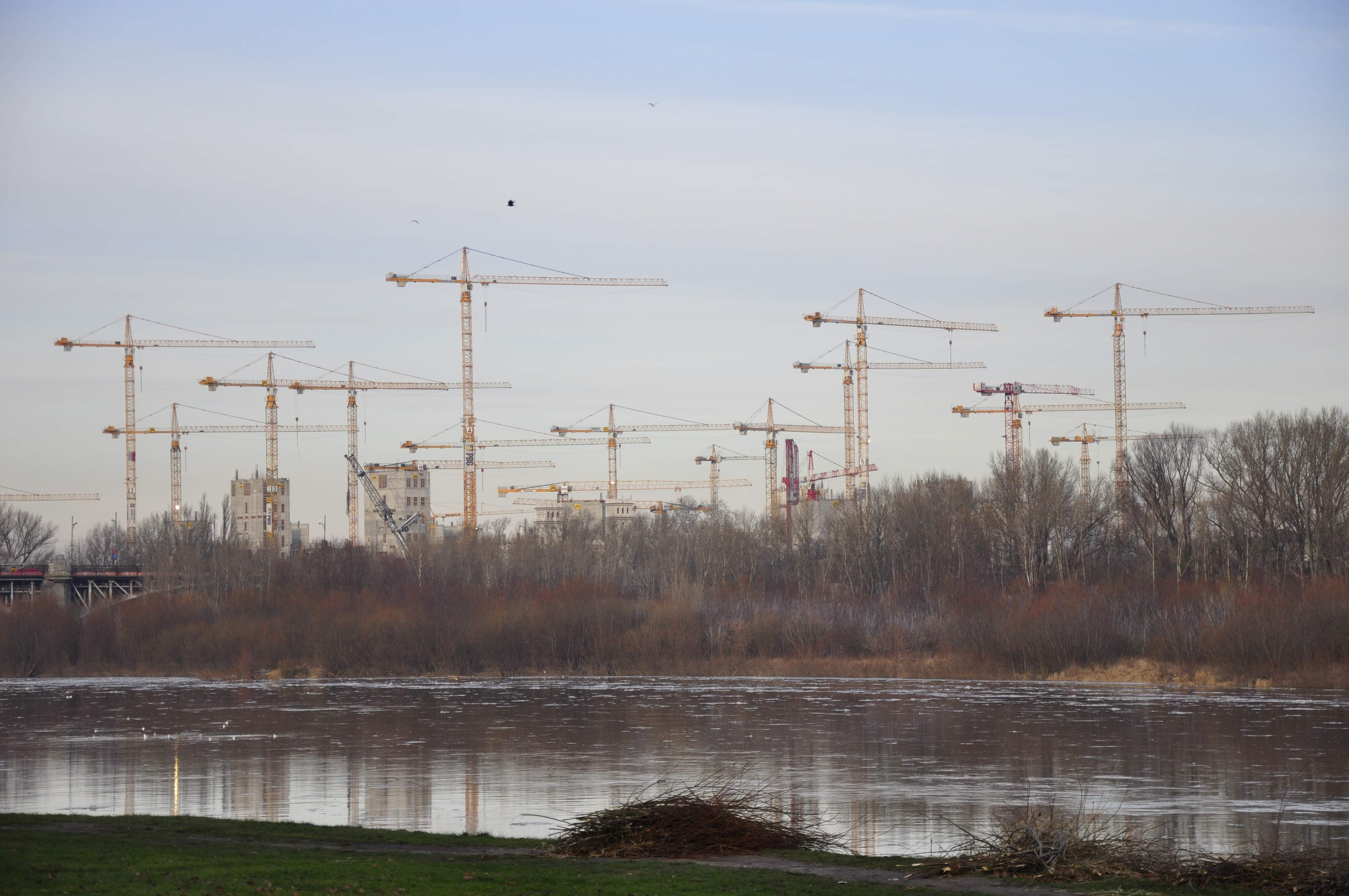
Budowa widziana z ulicy Czerniakowskiej, 27 grudnia 2009

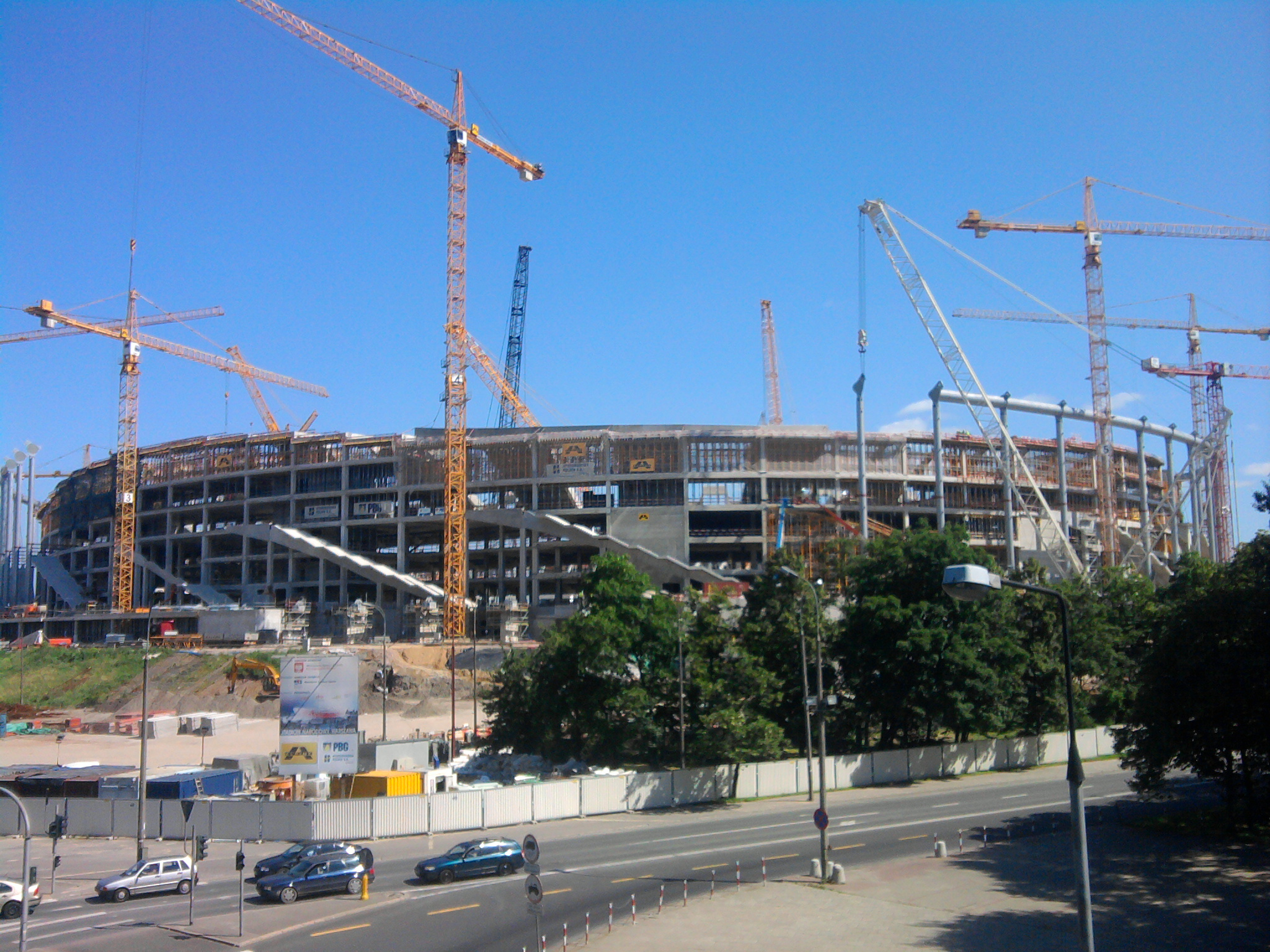
Zamknięcie konstrukcji betonowej

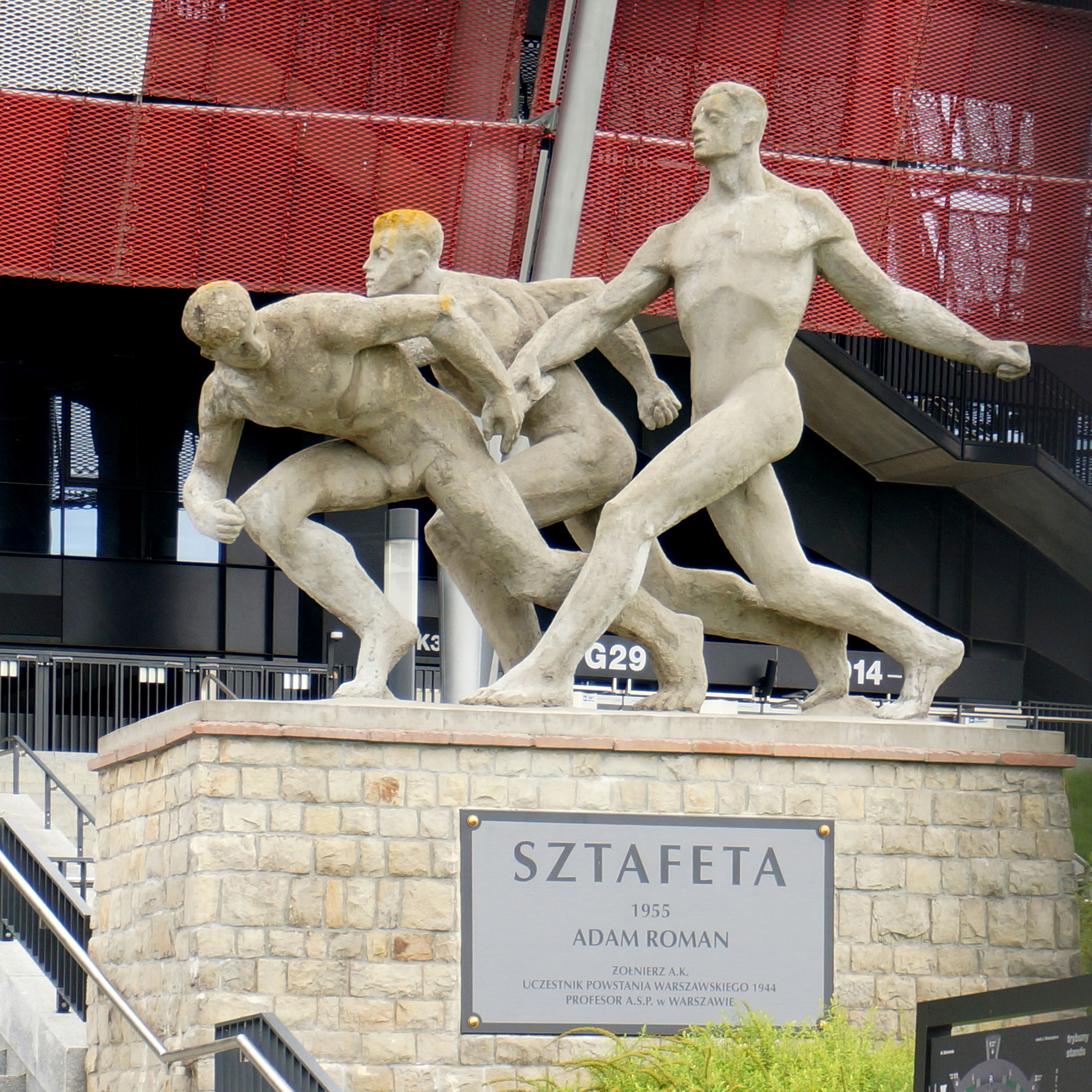
Rzeźba „Sztafeta”

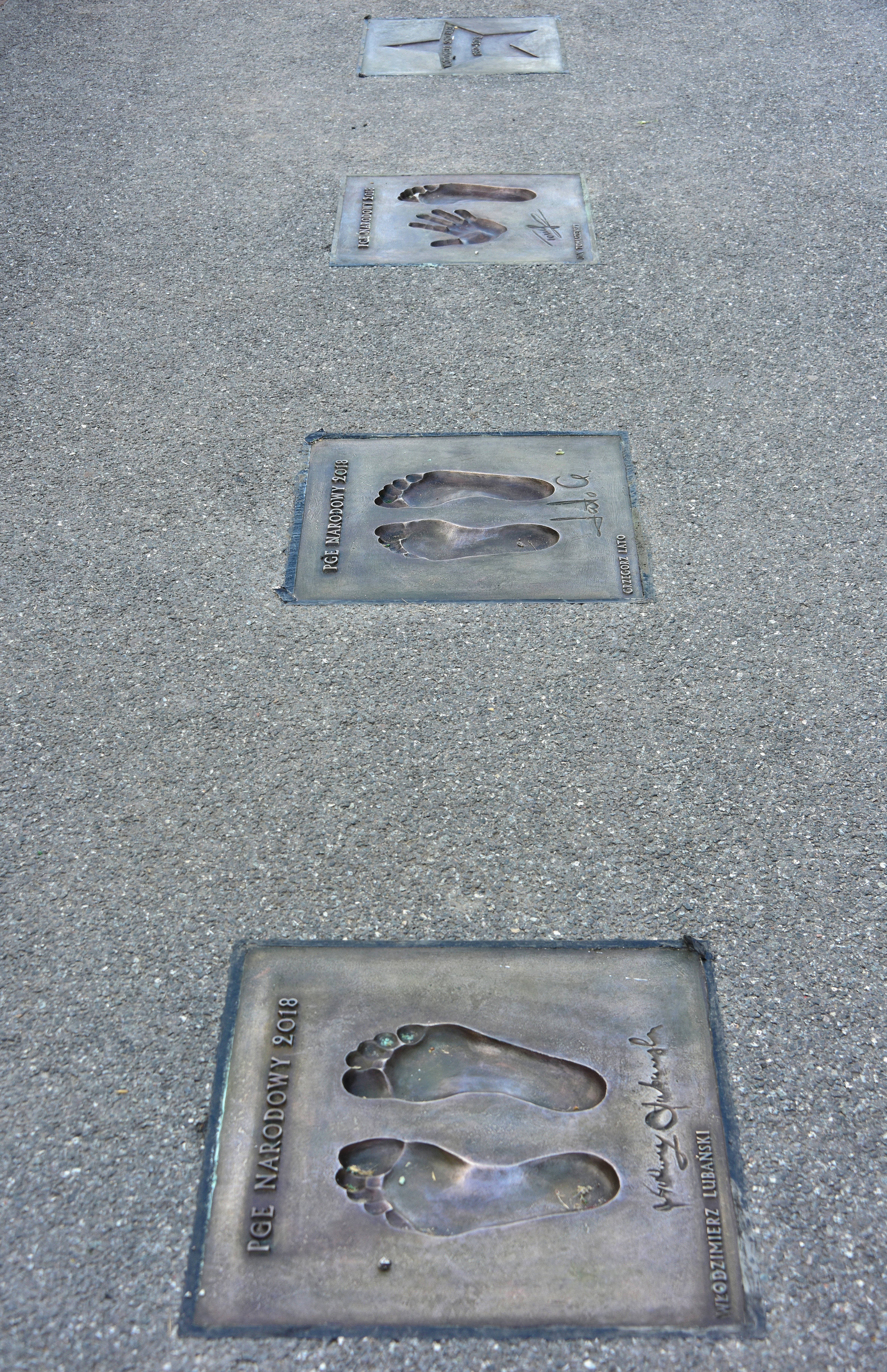
Fragment Alej Gwiazd Piłki Nożnej

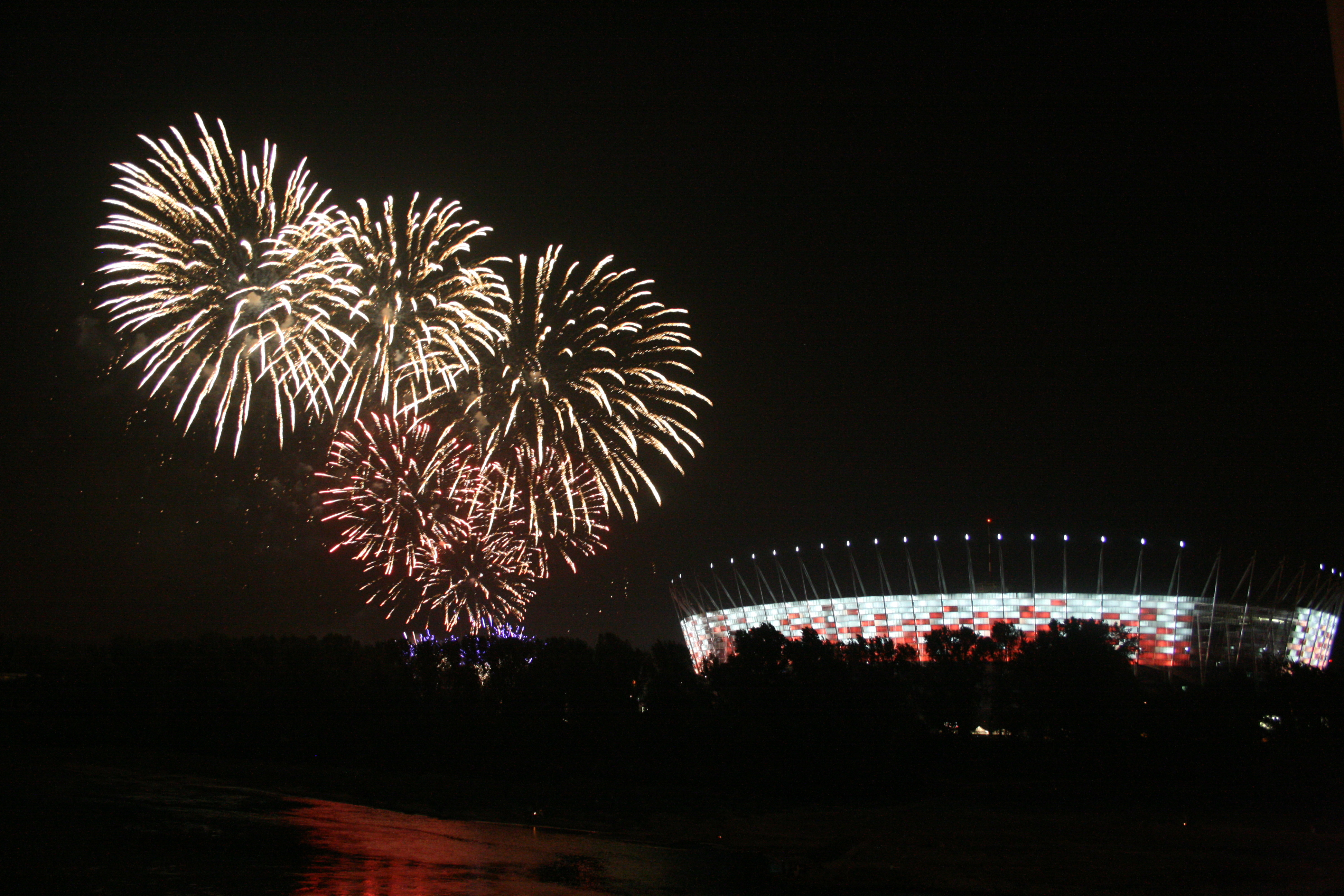
Uruchomienie zewnętrznego oświetlenia, 27 sierpnia 2011

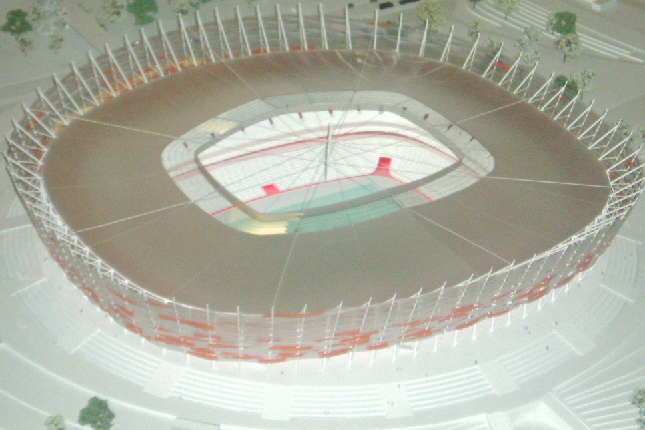
Makieta stadionu

## Historia

### Geneza projektu
Pierwsze plany budowy nowego Stadionu Narodowego w Warszawie pojawiły się w połowie lat 90. XX wieku. Lokalizacja pozostawała od samego początku kwestią sporną. Jedna z koncepcji zakładała zlokalizowanie go na należących do Skarbu Państwa (pod zarządem Centralnego Ośrodka Sportu) terenach Stadionu Dziesięciolecia. Kolejne przedstawiały natomiast plany budowy w różnych częściach stolicy. Najsłynniejszą z nich był pomysł zrodzony na przełomie 1999 r. i 2000 r., forsowany przez ówczesnego rzecznika PZPN Jarosława Kołakowskiego stanowiący, że nowy obiekt zostanie ulokowany na Białołęce i będzie nosił nazwę Stadion Polska, wzorowaną na nazwie Stade de France. Inne z koncepcji zakładały budowę na Służewcu, na Łuku Siekierkowskim, w Wawrze i w Wesołej. Przez ponad dekadę obiekt pozostawał jedynie w sferze koncepcyjnej, jednak wybór Polski na współgospodarza piłkarskich Mistrzostw Europy 2012 znacząco przyspieszył tempo działania.
26 kwietnia 2007 Prezydent Warszawy Hanna Gronkiewicz-Waltz podpisała decyzję w sprawie warunków zabudowy dla inwestycji, polegającej na budowie obiektu sportowego planowanego na terenie Stadionu Dziesięciolecia w Warszawie, a 14 września 2007 minister sportu Elżbieta Jakubiak poinformowała, że zostanie on wybudowany na błoniach Stadionu Dziesięciolecia. 4 października 2007 minister Jakubiak powołała Narodowe Centrum Sportu Sp. z o.o., którego zadaniem miała być budowa stadionu w Warszawie. 29 listopada 2007 nowy minister sportu Mirosław Drzewiecki podczas konferencji prasowej na Torwarze poinformował, że spośród trzech firm zakwalifikowanych do przetargu: APA KA (Kuryłowicz & Associates), HOK Sport oraz JSK, warszawska firma projektowa JSK Architekci Sp. z o.o. wygrała konkurs na zaprojektowanie Stadionu Narodowego w Warszawie. 17 grudnia 2007 zatwierdził on jednak koncepcję budowy obiektu w niecce Stadionu Dziesięciolecia.

### Budowa
1 lutego 2008 konsorcjum JSK Architekci Sp. z o.o., Gerkan, Marg und Partner International GmbH we współpracy ze Schlaich Bergermann & Partner GmbH przedstawiło projekt koncepcyjny (wizualizację i makietę) nowego stadionu. Pierwsze roboty budowlane rozpoczęły się 15 maja 2008 od próbnego palowania (126 betonowymi palami) niecki, skarpy trybun i korony starego obiektu. 18 czerwca 2008 Narodowe Centrum Sportu Sp. z o.o. złożyło u wojewody mazowieckiego projekt budowlany i dokumenty wymagane do wydania pozwolenia na budowę. Pozytywną decyzję wojewoda Jacek Kozłowski wydał już 22 lipca 2008, czyli po zaledwie 34 dniach. 26 września 2008 r. została podpisana umowa z firmą Pol-Aqua SA na realizację pierwszego etapu inwestycji, czyli palowania oraz rozbiórki części korony. 7 października 2008 r. wystartowała budowa stadionu.
Na placu budowy, w pobliżu siedziby Narodowego Centrum Sportu zainstalowano kamerę, dzięki której od 31 października 2008 na bieżąco można było śledzić postęp budowy. Od rozpoczęcia drugiego etapu budowy, tj. 29 czerwca 2009, proces ten można było obserwować także przy użyciu drugiej kamery, zainstalowanej na wieżowcu przy Rondzie Waszyngtona. Obraz z kamer był dostępny na oficjalnych stronach internetowych stadionu i spółki PL.2012. 26 sierpnia 2010 Narodowe Centrum Sportu umożliwiło wszystkim zainteresowanym podgląd na żywo budowy Stadionu Narodowego w Warszawie, przy użyciu nowej kamery. Pozwalała ona na podgląd niecki Stadionu w czasie rzeczywistym, 24 godziny na dobę.
Pierwszy etap robót obejmował zburzenie betonowych konstrukcji trybun Stadionu X-lecia, przeprowadzenie prac ziemnych, które doprowadziły nieckę do wymaganego kształtu, wbicie ok. 7 tysięcy prefabrykowanych betonowych pali, wykonanie ok. 6,7 tysiąca kolumn żwirowych i betonowych oraz wykonanie ok. 900 sztuk pali wielkośrednicowych które obecnie stanowią fundamenty stadionu. Ten etap miał w założeniu trwać nie dłużej niż 200 dni.
9 marca 2009 zakończono wbijanie pali, a 9 kwietnia 2009 otworzono koperty z ofertami firm chcących realizować II etap budowy stadionu. Najlepszą ofertę złożyło niemiecko-austriacko-polskie konsorcjum firm – Alpine Bau Deutschland AG, Alpine Bau GmbH i Alpine Construction Polska Sp. z o.o., Hydrobudowa Polska SA i PBG SA opiewającą na kwotę 1 252 755 008,64 zł netto. Według harmonogramu drugi etap budowy miał trwać pomiędzy majem 2009 a majem 2011.
8 maja 2009 pojawiły się na placu budowy pierwsze maszyny wykonawcy, jednak dopiero pod koniec czerwca prace nabrały rozmachu. Rozpoczęto ustawienia żurawi budowlanych. Łącznie ustawiono 19 dźwigów które będą wykorzystywane w trakcie budowy.
Na tym etapie prac rozpoczęto ustawianie szalunków, a następnie betonowanie pierwszych trzech kondygnacji stadionu. Zatrudnienie na placu budowy przekroczyło 1000 osób. Jedną z nowości w trakcie prac budowlanych jest wykorzystanie stropów bąbelkowych, nowoczesnej technologii polegającej na wykorzystaniu przerobionych odpadów z tworzyw sztucznych na kształt pustych baniek i umieszczeniu ich wewnątrz płyty betonowej. Dzięki takiej technologii można zaoszczędzić duże ilości betonu w środkowej warstwie płyty żelbetowej.
Pod koniec września zaczęto budowę pierwszych elementów które były widoczne z zewnątrz stadionu. Przy budowie klatek schodowych zastosowano deskowania ślizgowe, dzięki czemu pierwszą z nich o wysokości 35 m, wykonano w ciągu zaledwie 14 dni, czyli ze średnią prędkością 2 do 3 metry na dobę. W ten sposób planowane było wykonanie 10 z 19 klatek schodowych.
Na przełomie września i października generalny wykonawca stadionu w porozumieniu z Narodowym Centrum Sportu dokonał zmian w harmonogramie budowy. Miało to przynieść efekt w postaci sprawniejszego zbudowania konstrukcji żelbetowych do poziomu 0 (poziomy w których znajdować się będą podziemne parkingi), które miały zostać ukończone 9 stycznia 2010.
7 października 2009 dokonano uroczystego wmurowania kamienia węgielnego. W uroczystości uczestniczyli przedstawiciele władz administracji państwowej, władz samorządowych województwa mazowieckiego oraz licznie zgromadzeni goście, a także przedstawiciele głównych religii i związków wyznaniowych w Polsce.
Pod koniec stycznia do Warszawy dotarł pierwszy element pierścienia dachu. Element ten był jednym z 72, które weszły w skład konstrukcji stalowej dachu. Każdy z tych elementów waży około 48 ton i jest wysoki na 12,5 metra.
Na początku lipca 2010 r. ukończono prace związane z budową pierścienia ściskanego stanowiącego główny element konstrukcji wspierającej dach stadionu. W następnym etapie prac zamontowano 60-metrowe odciągi, które były transportowane na plac budowy w dwóch częściach i łączone były na miejscu budowy. Odciągi, wraz z już istniejącymi słupami oraz łączącymi je zastrzałami stanowią całość konstrukcji utrzymującej dach oraz cztery telebimy, które zostały zawieszone centralnie nad środkiem boiska.
13 sierpnia 2010 poinformowano o zakończeniu montażu wszystkich 2100 prefabrykatów, stanowiących trybuny dla przyszłych 58 tysięcy 500 widzów. 24 sierpnia zakończono wszystkie roboty betoniarskie.
16 grudnia 2010 w siedzibie Narodowego Centrum Sportu odbyła się konferencja prasowa poświęcona tzw. operacji big lift na stadionie. Podczas konferencji omówiono zasady big lift, jednej z najbardziej zaawansowanych technologicznie operacji na świecie i pierwszego takiego przedsięwzięcia na skalę europejską.
Proces ten rozpoczął się od starannego zabezpieczenia lin w miejscach, gdzie opierają się o trybuny. Po ich ułożeniu, na służących zabezpieczeniu trybun specjalnych podestach, zostały połączone z iglicą. Operacja ta przebiegła sekwencyjnie. Równocześnie do operacji podnoszenia iglicy, przy użyciu 72 siłowników hydraulicznych naciągane były liny. Kiedy iglica była już widoczna w całości, na poziomie boiska (poziom -2) zostały do niej podłączone kolejne liny (dolne). Liny te zostały przymocowane do iglicy i rozpoczął się proces ich naprężania i podnoszenia do góry.
4 stycznia 2011 zakończono prace montażowe konstrukcji dachu stadionu. Z tej okazji w obecności premiera Donalda Tuska i prezydent stolicy Hanny Gronkiewicz-Waltz odbyła się uroczystość zawieszenia symbolicznej wiechy.
Według pierwotnego kosztorysu inwestorskiego stadion miał kosztować 1 569 370 000 zł, jednakże koszty lawinowo rosły i stadion według informacji rządowych kosztował 1 976 061 375. Kwota ta nie zawiera w przeciwieństwie do podawanych kosztów innych stadionów ceny zakupu działki (właścicielem jest Skarb państwa) oraz może okazać się nieostateczna z powodu wysuwanych roszczeń przez niemiecką Alpine Bau Deutschland.
Początkowo planowano zakończenie prac na 30 czerwca 2011. Stadion miał zostać otwarty dla zwiedzających 22 lipca 2011, natomiast jego oficjalne otwarcie miało się odbyć 27 sierpnia – do przygotowania otwarcia wybrano zespół w składzie: Georgios Stylianou, Michał Piróg, Maciej Zień i Adam Sztaba. Zagrać miały m.in. zespoły Perfect, Myslovitz, Maanam i Wilki, a uroczystość miała przedstawiać pozytywne akcenty polskiej historii. W zamian 27 sierpnia odbyła się inauguracja zewnętrznej iluminacji korony stadionu, imprezę zaś przeniesiono na styczeń 2012. Natomiast już 6 września 2011 planowano rozegrać mecz inauguracyjny pomiędzy Polską i Niemcami. Ukrywane problemy z budową schodów zostały ujawnione w maju 2011 r. i spowodowały opóźnienie w budowie o 3 miesiące. Zmieniona technologia budowy (zamiast wykonania w technologii monolitycznej schodów NCS zdecydował o montażu elementów na miejscu, wskutek czego zaprawa klejąca łączniki schodów zaczęła wyciekać i groziło to katastrofą budowlaną). W celu naprawy schodów 5 czerwca 2011 zdecydowano się nie rozbierać konstrukcji a podeprzeć ją konstrukcją wzmacniającą. 30 lipca 2011 – data zakończenia budowy stała się nieaktualna i odwołano kilka imprez planowanych na 2012 rok.
Problemy na budowie Stadionu Narodowego doprowadziły do dalszego opóźnienia i przesunięcia otwarcia Stadionu, w efekcie na placu budowy zorganizowano dwukrotnie dzień otwarty: 24 lipca i 2 października.
Prace budowlane oficjalnie zakończono 29 listopada 2011. W dniu 30 listopada 2011 prezes NCS Rafał Kapler zgłosił do Powiatowego Inspektoratu Nadzoru Budowlanego (PINB) wniosek o pozwolenie na użytkowanie obiektu. Prace przy żelbetowej płycie boiska zakończono 25 stycznia 2012, a tego samego dnia PINB wydał warunkowe pozwolenie na użytkowanie tego elementu stadionu. Oficjalna uroczystość otwarcia obiektu odbyła się 29 stycznia 2012 roku, z koncertami polskich gwiazd: zespołu Voo Voo i Haydamaky, Zakopower, Coma, T.Love, Lady Pank zakończona wieczornym pokazem fajerwerków. W dniu 10 lutego 2012 roku zakończono montaż wszelkich instalacji grzewczych i nawadniających oraz instalację murawy na obiekcie.

### Śmiertelne wypadki podczas budowy
1 grudnia 2009 zginęło dwóch pracowników, którzy pracowali przy instalacji oświetlenia i byli przenoszeni przez dźwig w specjalnej klatce, która urwała się. Mężczyźni spadli z wysokości 18 metrów. Jeden z nich zginął na miejscu, drugi kilka godzin później zmarł w szpitalu. 9 maja 2011 podczas budowy zginęła trzecia osoba – mężczyzna w wieku około 30 lat spadł z rusztowania.

### Znak towarowy
Nazwa „PGE Narodowy” oraz wygląd i elewacja samego stadionu zostały zarejestrowane jako znaki towarowe w Urzędzie Patentowym RP oraz Urzędzie Unii Europejskiej ds. Własności Intelektualnej. Prawa do tych znaków towarowych należą do Skarbu Państwa, który jest reprezentowany przez Ministra Sportu i Turystyki. Rejestracja ma zapewniać ochronę prawną nazwy oraz wyglądu stadionu, chroniąc przed nieautoryzowanym wykorzystaniem czy naśladowaniem przez inne podmioty.

### Tymczasowy szpital w czasie pandemii COVID-19
W czasie pandemii COVID-19, w październiku 2020 premier Mateusz Morawiecki wydał polecenie zorganizowania w części biurowo-konferencyjnej stadionu szpitala dla chorych na COVID-19. Placówka, filia Centralnego Szpitala Klinicznego MSWiA w Warszawie, nosiła nazwę Szpital Narodowy.

## Prezesi Stadionu Narodowego im. Kazimierza Górskiego
Prezesem Stadionu Narodowego im. Kazimierza Górskiego w Warszawie jest Prezes Zarządu operatora Stadionu. W latach 2011–2013 operatorem Stadionu Narodowego im. Kazimierza Górskiego w Warszawie była spółka Narodowe Centrum Sportu, zaś od 2013 r. operatorem jest spółka PL.2012+

### Prezesi Stadionu z ramienia Narodowego Centrum Sportu
- Rafał Kapler (2011–2012)[76]
- Robert Wojtaś (2012)[77]
- Michał Prymas (2012–2013)[78]

### Prezesi Stadionu Narodowego z ramienia PL.2012+
- Marcin Herra (2013–2014)[79]
- Tomasz Półgrabski (2014–2015)[80]
- Jakub Opara (2015–2018)[81]
- Alicja Omięcka (2018–2019)[82]
- Włodzimierz Dola (2019–2024)[83]
- od marca 2024 spółka posiada zarząd składający się z dwóch członków zarządu, bez wskazania prezesa zarządu lub p.o. prezesa zarządu[84]

## Pamiątki i upamiętnienia

### Rzeźba „Sztafeta”
Rzeźba została wykonana przez Adama Romana i została odsłonięta 22 lipca 1955 na Stadionie Dziesięciolecia. Rzeźba przedstawia trzech mężczyzn w biegu podczas przekazywania pałeczki.
Wraz z podjęciem decyzji o budowie nowego Stadionu Narodowego, podjęto decyzję o zachowaniu historycznych zabytków Stadionu Dziesięciolecia i wkomponowaniu ich w przyszły stadion. Obok takich elementów jak tablica z orłem z trybuny honorowej czy tablica pamiątkowa poświęcona Ryszardowi Siwcowi, znalazła się także rzeźba. W 2008 pomnik został poddany gruntownej renowacji. Trwała ona miesiąc a jej koszt wyniósł 50 tys. zł. Brakuje jednak pieniędzy na odlanie rzeźby z brązu, a inicjatywa środowisk artystycznych, które wsparły tę koncepcję do tej pory nie przyniosła rezultatu.

### Pawilon sportowo-administracyjny
Zabytkowy pawilon, wybudowany w II połowie lat 50. Miejsce dawnych szatni Stadionu Dziesięciolecia. Obecnie siedziba zarządu stadionu.

### Pomnik Kazimierza Górskiego
26 marca 2015 odsłonięto pomnik byłego selekcjonera reprezentacji Polski, Kazimierza Górskiego. Liczącą 3,5 m wysokości statuetkę z brązu wykonał Marek Maślaniec.

### Aleja Gwiazd Piłki Nożnej
W czerwcu 2018 r. na promenadzie otaczającej stadion, w pobliżu pomnika Kazimierza Górskiego, Zbigniew Boniek, Włodzimierz Lubański, Grzegorz Lato i Władysław Żmuda odsłonili tablice z odciskami swoich stóp, natomiast Jan Tomaszewski tablicę z odciskami swoich rąk. W promenadę wmurowano także tablice upamiętniające nieżyjących piłkarzy: Gerarda Cieślika, Kazimierza Deynę i Włodzimierza Smolarka. Docelowo aleja ma mieć długość 1 km.

## Wydarzenia

### Piłka nożna

#### Mecze ligowe i towarzyskie
Stadion Narodowy już w fazie projektowania otrzymał charakter typowo piłkarski (bez bieżni lekkoatletycznej). Dlatego też, zaplanowano tu organizację najatrakcyjniejszych z komercyjnego punktu widzenia meczów ligowych warszawskich klubów Legii Warszawa oraz Polonii Warszawa. Prezes Polonii Warszawa Józef Wojciechowski, otrzymał zapewnienie od Narodowego Centrum Sportu, że mecz z ówczesnym liderem ekstraklasy, Śląskiem Wrocław, zostanie rozegrany za rabatową cenę stu tysięcy złotych. Później jednak się okazało, że obiekt nie jest przystosowany do rozgrywek pomiędzy polskimi zespołami ze względu na brak możliwości ustawienia barierek oddzielających kibiców oraz braku systemu łączności. Wojciechowski uznał Narodowe Centrum Sportu za niewiarygodne w biznesie, a argumenty które okazały się być przyczyną odwołania meczu określił „groteską”, jako że takie usprawnienia można w krótkim czasie zaimplementować.
17 kwietnia 2012 Legia Warszawa rozegrała towarzyskie spotkanie z klubem hiszpańskiej ekstraklasy Sevillą FC, przegrywając 0:2
| Data                  | Drużyna 1      | Wynik | Drużyna 2  | Strzelcy bramek       | Frekwencja | Raport |
| --------------------- | -------------- | ----- | ---------- | --------------------- | ---------- | ------ |
| 17 kwietnia 2012(dts) | Legia Warszawa | 0:2   | Sevilla FC | Baba Diawara 44', 60' | 16 000     | .      |

29 kwietnia 2012 odbył się towarzyski mecz Gwiazd Obu Narodów Polska – Ukraina, w którym wystąpili znani aktorzy, osoby z mediów i inne znane osoby z Polski i Ukrainy. Dochód był przeznaczony na cele charytatywne.
| Data                  | Drużyna 1      | Wynik | Drużyna 2       | Strzelcy bramek               | Frekwencja | Raport |
| --------------------- | -------------- | ----- | --------------- | ----------------------------- | ---------- | ------ |
| 29 kwietnia 2012(dts) | Gwiazdy Polski | 1:3   | Gwiazdy Ukrainy | dla Polski Mariusz Czerkawski | 20 000     | .      |

16 sierpnia 2014 na Stadionie Narodowym odbył się Super mecz 2014, w którym zmierzyły się ekipy Realu Madryt i Fiorentiny
| Data                  | Drużyna 1   | Wynik | Drużyna 2      | Strzelcy bramek                                                   | Frekwencja | Raport |
| --------------------- | ----------- | ----- | -------------- | ----------------------------------------------------------------- | ---------- | ------ |
| 16 sierpnia 2014(dts) | Real Madryt | 1:2   | ACF Fiorentina | Cristiano Ronaldo 4' – Mario Gómez 29', Marcos Alonso Mendoza 69' | 40 000     | .      |

#### Krajowe mecze pucharowe
11 lutego 2012 na Stadionie Narodowym rozegrany miał być mecz finałowy Superpucharu Polski pomiędzy Legią Warszawa a Wisłą Kraków. 8 lutego 2012 prezes Spółki Ekstraklasa SA Andrzej Rusko na podstawie wcześniejszych negatywnych opinii Policji, Sanepidu oraz biura zarządzania kryzysowego Miasta Stołecznego Warszawy, podjął decyzję o odwołaniu meczu z powodu niezapewnienia bezpieczeństwa przez organizatora meczu.
24 kwietnia 2012 miał się odbyć finał Pucharu Polski, tak aby spełnić konieczny warunek rozegrania przynajmniej dwóch meczów przed Euro 2012. Do meczu jednak nie doszło, a decyzja o odwołaniu wydarzenia została uwarunkowana negatywną decyzją MSW.
W odpowiedzi na apel Zbigniewa Bońka, który stwierdził, iż pozycja stadionu jest niepodważalna, władze stadionu będą organizować finał piłkarskiego Pucharu Polski co roku tego samego dnia, poczynając od sezonu 2014, wzorem krajowych pucharów innych państw tj. – Anglii i Niemiec. Stała data kolejnych edycji PP od sezonu 2014 została ustalona na 2 maja. PZPN podpisał umowę z operatorem Stadionu Narodowego, na mocy której na Stadionie będą rozgrywane wszystkie finały Pucharu Polski do 2016 roku włącznie.
| Sezon Pucharu Polski | Data             | Drużyna 1             | Wynik            | Drużyna 2         | Strzelcy bramek | Frekwencja | Raport  |
| -------------------- | ---------------- | --------------------- | ---------------- | ----------------- | --- | ---------- | ------- |
| 2013/2014            | 2 maja 2014(dts) | Zagłębie Lubin        | 0:0 (k. 5:6)     | Zawisza Bydgoszcz | – | 37 120     | [ 103 ] |
| 2014/2015            | 2 maja 2015(dts) | Lech Poznań           | 1:2              | Legia Warszawa    | Jodłowiec 20' (sam.) – Jodłowiec 30', Saganowski 55'                                                                                             | 45 322     | [ 104 ] |
| 2015/2016            | 2 maja 2016(dts) | Lech Poznań           | 0:1              | Legia Warszawa    | Aleksandar Prijović 69' | 48 563     | [ 105 ] |
| 2016/2017            | 2 maja 2017(dts) | Lech Poznań           | 1:2 (d.0:0, 0:0) | Arka Gdynia       | Łukasz Trałka 119' – Rafał Siemaszko 107', Luka Zarandia 111'                                                                                    | 43 760     | [ 106 ] |
| 2017/2018            | 2 maja 2018(dts) | Arka Gdynia           | 1:2              | Legia Warszawa    | Dawid Sołdecki 90' – Jarosław Niezgoda 12', Cafú 29'                                                                                             | 47 037     | [ 107 ] |
| 2018/2019            | 2 maja 2019(dts) | Jagiellonia Białystok | 0:1              | Lechia Gdańsk     | Artur Sobiech 90'+6' | 44 158     | [ 108 ] |
| 2021/2022            | 2 maja 2022(dts) | Lech Poznań           | 1ː3              | Raków Częstochowa | João Amaral 52' – Vladislavs Gutkovskis 6', Mateusz Wdowiak 36', Ivi López 77'                                                                   | 35 694     | [ 109 ] |
| 2022/2023            | 2 maja 2023(dts) | Legia Warszawa        | 0:0 (k. 6:5)     | Raków Częstochowa | – | 44 701     | [ 110 ] |
| 2023/2024            | 2 maja 2024(dts) | Pogoń Szczecin        | 1:2 (d.0:0, 1:1) | Wisła Kraków      | Eftimis Kuluris 75' – Eneko Satrústegui 90+9', Ángel Rodado 93'                                                                                  | 47 506     | [ 111 ] |
| 2024/2025            | 2 maja 2025(dts) | Pogoń Szczecin        | 3ː4              | Legia Warszawa    | Danijel Lončar 41', Rúben Vinagre 67' (sam.), Kacper Smoliński 90 + 5' – Luquinhas 13', Ryōya Morishita 46', Illa Szkuryn 64', Rúben Vinagre 85' | 51 233     | [ 112 ] |

#### Mecze pucharowe UEFA
23 maja 2013 Komitet Wykonawczy UEFA przyznał Stadionowi Narodowemu organizację piłkarskiego finału Ligi Europy UEFA w 2015 roku.
| Data              | Drużyna 1              | Wynik | Drużyna 2  | Strzelcy bramek                                       | Frekwencja | Raport  |
| ----------------- | ---------------------- | ----- | ---------- | ----------------------------------------------------- | ---------- | ------- |
| 27 maja 2015(dts) | Dnipro Dniepropetrowsk | 2:3   | Sevilla FC | Kalinić 7', Rotań 44' – Krychowiak 28', Bacca 31' 73' | 45 000     | [ 114 ] |

#### Mecze reprezentacji narodowej
Pierwszy mecz reprezentacji Polski na Stadionie Narodowym odbył się 29 lutego 2012, na 100 dni przed Mistrzostwami Europy 2012, a rywalem była Portugalia.
| Nr  | Rodzaj rozgrywek     | Data                      | Rywal Polski       | Wynik | Strzelcy bramek | Frekwencja |
| --- | -------------------- | ------------------------- | ------------------ | ----- | --- | ---------- |
| 1.  | mecz towarzyski      | 29 lutego 2012(dts)       | Portugalia         | 0:0   | — | 53 179     |
| 2.  | ME 2012              | 8 czerwca 2012(dts)       | Grecja             | 1:1   | Robert Lewandowski; Dimitris Salpingidis                                                                              | 56 826     |
| 3.  | ME 2012              | 12 czerwca 2012(dts)      | Rosja              | 1:1   | Jakub Błaszczykowski; Ałan Dzagojew                                                                                   | 55 920     |
| 4.  | mecz towarzyski      | 12 października 2012(dts) | Południowa Afryka  | 1:0   | Marcin Komorowski | 42 026     |
| 5.  | Eliminacje MŚ 2014   | 17 października 2012(dts) | Anglia             | 1:1   | Kamil Glik; Wayne Rooney                                                                                              | 47 300     |
| 6.  | Eliminacje MŚ 2014   | 22 marca 2013(dts)        | Ukraina            | 1:3   | Łukasz Piszczek; Andrij Jarmołenko, Ołeh Husiew, Roman Zozula                                                         | 55 565     |
| 7.  | Eliminacje MŚ 2014   | 26 marca 2013(dts)        | San Marino         | 5:0   | Robert Lewandowski (2), Łukasz Piszczek, Łukasz Teodorczyk, Jakub Kosecki                                             | 43 008     |
| 8.  | Eliminacje MŚ 2014   | 6 września 2013(dts)      | Czarnogóra         | 1:1   | Robert Lewandowski; Dejan Damjanović                                                                                  | 45 652     |
| 9.  | mecz towarzyski      | 5 marca 2014(dts)         | Szkocja            | 0:1   | Scott Brown | 41 652     |
| 10. | Eliminacje ME 2016   | 11 października 2014(dts) | Niemcy             | 2:0   | Arkadiusz Milik, Sebastian Mila                                                                                       | 56 934     |
| 11. | Eliminacje ME 2016   | 14 października 2014(dts) | Szkocja            | 2:2   | Krzysztof Mączyński, Arkadiusz Milik; Shaun Maloney, Steven Naismith                                                  | 55 197     |
| 12. | Eliminacje ME 2016   | 13 czerwca 2015(dts)      | Gruzja             | 4:0   | Arkadiusz Milik, Robert Lewandowski (3)                                                                               | 56 512     |
| 13. | Eliminacje ME 2016   | 7 września 2015(dts)      | Gibraltar          | 8:1   | Kamil Grosicki (2), Robert Lewandowski (2), Arkadiusz Milik (2), Jakub Błaszczykowski, Bartosz Kapustka; Jake Gosling | 27 763     |
| 14. | Eliminacje ME 2016   | 11 października 2015(dts) | Irlandia           | 2:1   | Grzegorz Krychowiak, Robert Lewandowski; Jonathan Walters                                                             | 57 497     |
| 15. | mecz towarzyski      | 13 listopada 2015(dts)    | Islandia           | 4:2   | Kamil Grosicki, Bartosz Kapustka, Robert Lewandowski (2); Alfreð Finnbogason, Gylfi Sigurðsson                        | 56 207     |
| 16. | Eliminacje MŚ 2018   | 8 października 2016(dts)  | Dania              | 3:2   | Robert Lewandowski (3); Kamil Glik (sam.), Christian Poulsen                                                          | 56 811     |
| 17. | Eliminacje MŚ 2018   | 11 października 2016(dts) | Armenia            | 2:1   | Robert Lewandowski, Hrajr Mkojan (sam.); Marcos Pizzelli                                                              | 44 786     |
| 18. | Eliminacje MŚ 2018   | 10 czerwca 2017(dts)      | Rumunia            | 3:1   | Robert Lewandowski (3); Bogdan Stancu                                                                                 | 57 128     |
| 19. | Eliminacje MŚ 2018   | 4 września 2017(dts)      | Kazachstan         | 3:0   | Arkadiusz Milik, Kamil Glik, Robert Lewandowski                                                                       | 56 963     |
| 20. | Eliminacje MŚ 2018   | 8 października 2017(dts)  | Czarnogóra         | 4:2   | Krzysztof Mączyński, Kamil Grosicki, Robert Lewandowski, Filip Stojković (sam.); Stefan Mugoša, Žarko Tomašević       | 57 538     |
| 21. | Mecz towarzyski      | 10 listopada 2017(dts)    | Urugwaj            | 0:0   | — | 56 147     |
| 22. | Mecz towarzyski      | 12 czerwca 2018(dts)      | Litwa              | 4:0   | Robert Lewandowski (2), Jakub Błaszczykowski, Dawid Kownacki                                                          | 53 803     |
| 23  | Eliminacje Euro 2020 | 24 marca 2019(dts)        | Łotwa              | 2:0   | Robert Lewandowski, Kamil Glik                                                                                        | 51 112     |
| 24. | Eliminacje Euro 2020 | 10 czerwca 2019(dts)      | Izrael             | 4:0   | Krzysztof Piątek, Robert Lewandowski, Kamil Grosicki, Damian Kądzior                                                  | 57 229     |
| 25. | Eliminacje Euro 2020 | 9 września 2019(dts)      | Austria            | 0:0   | — | 56 788     |
| 26. | Eliminacje Euro 2020 | 13 października 2019(dts) | Macedonia Północna | 2:0   | Przemysław Frankowski, Arkadiusz Milik                                                                                | 52 894     |
| 27. | Eliminacje Euro 2020 | 19 listopada 2019(dts)    | Słowenia           | 3:2   | Sebastian Szymański, Robert Lewandowski, Jacek Góralski; Tim Matavž, Josip Iličić                                     | 53 946     |
| 28. | Eliminacje MŚ 2022   | 2 września 2021(dts)      | Albania            | 4:1   | Robert Lewandowski, Adam Buksa, Grzegorz Krychowiak, Karol Linetty; Sokol Cikalleshi                                  | 38 254     |
| 29. | Eliminacje MŚ 2022   | 8 września 2021(dts)      | Anglia             | 1:1   | Damian Szymański; Harry Kane                                                                                          | 56 212     |
| 30. | Eliminacje MŚ 2022   | 9 października 2021(dts)  | San Marino         | 5:0   | Karol Świderski, Tomasz Kędziora, Adam Buksa, Krzysztof Piątek; Cristian Brolli (sam.)                                | 58 000     |
| 31. | Eliminacje MŚ 2022   | 15 listopada 2021(dts)    | Węgry              | 1:2   | Karol Świderski; András Schäfer, Dániel Gazdag                                                                        | 58 500     |
| 32. | Liga Narodów 2022/23 | 14 czerwca 2022(dts)      | Belgia             | 0:1   | Michy Batshuayi | 56 200     |
| 33. | Liga Narodów 2022/23 | 22 września 2022(dts)     | Holandia           | 0:2   | Cody Gakpo, Steven Bergwijn                                                                                           | 58 500     |
| 34. | Eliminacje Euro 2024 | 27 marca 2023(dts)        | Albania            | 1:0   | Karol Świderski | 57 500     |
| 35. | mecz towarzyski      | 16 czerwca 2023(dts)      | Niemcy             | 1:0   | Jakub Kiwior | 57 092     |
| 36. | Eliminacje Euro 2024 | 7 września 2023(dts)      | Wyspy Owcze        | 2:0   | Robert Lewandowski (2)                                                                                                | 58 500     |
| 37. | Eliminacje Euro 2024 | 15 października 2023(dts) | Mołdawia           | 1:1   | Karol Świderski, Ion Nicolaescu                                                                                       |            |
| 38. | Eliminacje Euro 2024 | 17 listopada 2023(dts)    | Czechy             | 1:1   | Jakub Piotrowski, Tomáš Souček                                                                                        |            |
| 39. | mecz towarzyski      | 21 listopada 2023(dts)    | Łotwa              | 2:0   | Przemysław Frankowski, Robert Lewandowski                                                                             | 31 000     |
| 40. | Mecz barażowy        | 21 marca 2024(dts)        | Estonia            | 5:1   | Przemysław Frankowski, Piotr Zieliński, Jakub Piotrowski, Karol Mets (sam.), Sebastian Szymański; Martin Vetkal       | 58 000     |
| 41. | mecz towarzyski      | 7 czerwca 2024(dts)       | Ukraina            | 3:1   | Sebastian Walukiewicz, Piotr Zieliński, Taras Romanczuk; Artem Dowbyk                                                 |            |
| 42. | mecz towarzyski      | 10 czerwca 2024(dts)      | Turcja             | 2:1   | Karol Świderski, Nicola Zalewski; Barış Alper Yılmaz                                                                  | 58 500     |
| 43. | Liga Narodów 2024/25 | 12 października 2024(dts) | Portugalia         | 1:3   | Piotr Zieliński, Jan Bednarek (sam.); Bernardo Silva, Cristiano Ronaldo                                               |            |
| 44. | Liga Narodów 2024/25 | 15 października 2024(dts) | Chorwacja          | 3:3   | Piotr Zieliński, Nicola Zalewski, Sebastian Szymański; Borna Sosa, Petar Sučić, Martin Baturina                       |            |
| 45. | Liga Narodów 2024/25 | 18 listopada 2024(dts)    | Szkocja            | 1:2   | Kamil Piątkowski; Ryan Christie, John McGinn                                                                          |            |
| 46. | Eliminacje MŚ 2026   | 21 marca 2025(dts)        | Litwa              | 1:0   | Robert Lewandowski |            |
| 47. | Eliminacje MŚ 2026   | 24 marca 2025(dts)        | Malta              | 2:0   | Karol Świderski (2)                                                                                                   |            |

Bilans: 47 meczów, 28 zwycięstw, 12 remisów, 7 porażek

#### Euro 2012
Stadion był jedną z aren piłkarskich Mistrzostw Europy 2012. W czasie trwania tej imprezy na Stadionie Narodowym rozegrano 3 spotkania fazy grupowej, w tym mecz otwarcia 8 czerwca 2012 pomiędzy Polską a Grecją wraz z oficjalną ceremonią, a także ćwierćfinał i półfinał.
| Nr | Rodzaj rozgrywek    | Data spotkania       | Drużyna 1 | Wynik | Drużyna 2  | Strzelcy bramek                          | Frekwencja |
| -- | ------------------- | -------------------- | --------- | ----- | ---------- | ---------------------------------------- | ---------- |
| 1. | ME 2012 Grupa A     | 8 czerwca 2012(dts)  | Polska    | 1:1   | Grecja     | Robert Lewandowski; Dimitris Salpingidis | 56 826     |
| 2. | ME 2012 Grupa A     | 12 czerwca 2012(dts) | Polska    | 1:1   | Rosja      | Jakub Błaszczykowski; Ałan Dzagojew      | 55 920     |
| 3. | ME 2012 Grupa A     | 16 czerwca 2012(dts) | Grecja    | 1:0   | Rosja      | Jorgos Karangunis                        | 55 614     |
| 4. | ME 2012 Ćwierćfinał | 21 czerwca 2012(dts) | Czechy    | 0:1   | Portugalia | Cristiano Ronaldo                        | 55 590     |
| 5. | ME 2012 Półfinał    | 28 czerwca 2012(dts) | Niemcy    | 1:2   | Włochy     | Mesut Özil; Mario Balotelli (2x)         | 55 540     |

Mecz otwarcia Mistrzostw Europy, odbył się na stadionie przy zamkniętym dachu. Decyzja była uwarunkowana prognozami pogody (w sytuacji gdyby padał deszcz). Kolejne spotkania planowano rozgrywać w tej konfiguracji obiektu ze względu na warunki atmosferyczne, jednak doszło do zmiany decyzji przez UEFA. Powodem tej decyzji było to, iż ruchomy dach chroniący przed deszczem, utrudnia cyrkulację powietrza i powoduje (szczególnie latem), że w niecce stadionu jest duszno.
Mecz otwarcia Mistrzostw Europy, został poprzedzony ceremonią otwarcia przygotowaną przez Marco Balicha, na której 800 artystów w polsko-ukraińskiej choreografii prezentowało figury taneczne. Następnie węgierski pianista Ádám György zagrał Etiudę a-moll opus 25 nr 11 Fryderyka Chopina. Mecz został rozegrany w obecności prezydentów Polski i Ukrainy oraz prezydenta UEFA.

##### Strzelcy goli dla reprezentacji na stadionie
| Lp. | Piłkarz            | Liczba goli |
| --- | ------------------ | ----------- |
| 1.  | Robert Lewandowski | 31          |
| 2.  | Arkadiusz Milik    | 7           |
| 2.  | Karol Świderski    | 7           |
| 3.  | Kamil Grosicki     | 5           |

### Piłka siatkowa
30 sierpnia 2014 na Stadionie Narodowym odbyły się ceremonia i mecz otwarcia siatkarskich Mistrzostw Świata. W czasie inauguracji padł rekord kibiców obecnych na meczu siatkarskich MŚ.
| Data       | Godz. | Drużyna 1 | Wynik | Drużyna 2 | 1     | 2     | 3     | 4 | 5 | Widzów | * |
| ---------- | ----- | --------- | ----- | --------- | ----- | ----- | ----- | - | - | ------ | - |
| 2014-08-30 | 20:15 | Polska    | 3:0   | Serbia    | 25:19 | 25:18 | 25:18 |   |   | 61 500 | 1 |

24 sierpnia 2017 na Stadionie Narodowym odbyły się ceremonia i mecz otwarcia siatkarskich Mistrzostw Europy.
| Data       | Godz. | Drużyna 1 | Wynik | Drużyna 2 | 1     | 2     | 3     | 4 | 5 | Widzów | * |
| ---------- | ----- | --------- | ----- | --------- | ----- | ----- | ----- | - | - | ------ | - |
| 2017-08-24 | 20:30 | Polska    | 0:3   | Serbia    | 22:25 | 22:25 | 20:25 |   |   | 65 407 | 1 |

### Inne sporty
15 lipca 2012 odbył się VII SuperFinał rozgrywek futbolu amerykańskiego, czyli finał Polskiej Ligi Futbolu Amerykańskiego.
1 września 2012 w tej dyscyplinie również odbył się mecz futbolu amerykańskiego Euro-American Challenge pomiędzy drużynami Europy i USA.
9 kwietnia 2013, odbył się Dzień Futbolu Amerykańskiego, na którym widzowie mogli zagrać na murawie stadionu.
14 lipca 2013 najlepsze 2 drużyny ligi zmierzyły się w VIII edycji SuperFinału Polskiej Ligi Futbolu Amerykańskiego.
Finisz Maratonu Warszawskiego w sezonie 2012 zakończony na płycie boiska.
| Data                  | Nazwa wydarzenia                                                          | Frekwencja |
| --------------------- | ------------------------------------------------------------------------- | ---------- |
| 23 sierpnia 2014(dts) | LOTTO 5. Warszawski Memoriał Kamili Skolimowskiej                         | 20 000     |
| 5 września 2014(dts)  | Halowy Puchar Świata PWA w Windsurfingu                                   | 20 000     |
| 18 kwietnia 2015(dts) | 2015 LOTTO Warsaw FIM Speedway Grand Prix of Poland                       |            |
| 13 września 2015(dts) | LOTTO 6. Warszawski Memoriał Kamili Skolimowskiej                         | 18 000     |
| 14 maja 2016(dts)     | 2016 LOTTO Warsaw FIM Speedway Grand Prix of Poland                       |            |
| 28 sierpnia 2016(dts) | LOTTO 7. Warszawski Memoriał Kamili Skolimowskiej                         | 27 000     |
| 13 maja 2017(dts)     | 2017 LOTTO Warsaw FIM Speedway Grand Prix of Poland                       |            |
| 13 maja 2017(dts)     | KSW 39: Colosseum                                                         | 57 766     |
| 15 sierpnia 2017(dts) | LOTTO 8. Warszawski Memoriał Kamili Skolimowskiej                         | 35 000     |
| 23 kwietnia 2023(dts) | Korzeniowski Warsaw Race Walking Cup 2023 (na promenadzie wokół stadionu) |            |
| 3 czerwca 2023(dts)   | XTB KSW 83: Colosseum 2                                                   |            |

12 października 2017 roku na Stadionie Narodowym pod zamkniętym dachem po raz pierwszy na świecie polscy piloci,
Paweł Kozarzewski oraz Marcin Krakowiak na paralotniach z napędem wykonali lot w obiekcie zamkniętym, lot równoczesny dwóch motoparalotni oraz wykonali slalomy pomiędzy pylonami.
Ustanowili światowy rekord wykonując: najdłuższy lot w obiekcie zamkniętym (30 minut).

### Koncerty

#### Indywidualne
| Data                  | Wykonawcy główni                | Support                                 | Trasa koncertowa / Nazwa koncertu                                             | Dodatkowe informacje | Źr.                     |
| --------------------- | ------------------------------- | --------------------------------------- | ----------------------------------------------------------------------------- | --- | ----------------------- |
| 1 sierpnia 2012(dts)  | Madonna                         | Paul Oakenfold                          | The MDNA Tour                                                                 | 38 699 sprzedanych biletów | [ 128 ] [ 129 ]         |
| 19 września 2012(dts) | Coldplay                        | Marina and the Diamonds, Charli XCX     | Mylo Xyloto Tour                                                              | 40 492 sprzedanych biletów | [ 130 ] [ 131 ]         |
| 22 czerwca 2013(dts)  | Paul McCartney                  | —                                       | Out There                                                                     | | [ 132 ]                 |
| 25 lipca 2013(dts)    | Depeche Mode                    | Chvrches                                | The Delta Machine Tour                                                        | 53 181 sprzedanych biletów | [ 133 ] [ 134 ]         |
| 20 sierpnia 2013(dts) | Roger Waters                    | —                                       | The Wall Live                                                                 | 32 549 sprzedanych biletów | [ 135 ] [ 136 ]         |
| 25 lipca 2015(dts)    | AC/DC                           | Vintage Trouble                         | Rock or Bust World Tour                                                       | | [ 137 ]                 |
| 22 sierpnia 2015(dts) | Violetta (obsada)               | —                                       | Violetta Live                                                                 | | [ 138 ]                 |
| 5 sierpnia 2016(dts)  | Rihanna                         | Big Sean, Mo Beatz                      | Anti World Tour                                                               | | [ 139 ]                 |
| 18 czerwca 2017(dts)  | Coldplay                        | Tove Lo, Lyvdes                         | A Head Full of Dreams Tour                                                    | 57 615 sprzedanych biletów | [ 140 ] [ 141 ]         |
| 21 lipca 2017(dts)    | Depeche Mode                    | Maya Jane Coles                         | The Global Spirit Tour                                                        | 54 659 sprzedanych biletów | [ 142 ] [ 143 ]         |
| 30 czerwca 2018(dts)  | Beyoncé, Jay-Z                  | DJ Eprom                                | On the Run II Tour                                                            | 53 500 sprzedanych biletów | [ 144 ] [ 145 ]         |
| 8 lipca 2018(dts)     | The Rolling Stones              | Trombone Shorty & Orleans Avenue        | No Filter Tour                                                                | 52 355 sprzedanych biletów | [ 146 ] [ 147 ]         |
| 11 sierpnia 2018(dts) | Ed Sheeran                      | Anne-Marie, Jamie Lawson, BeMy          | ÷ Tour                                                                        | 104 836 sprzedanych biletów (łącznie) | [ 148 ] [ 149 ]         |
| 12 sierpnia 2018(dts) | Ed Sheeran                      | Anne-Marie, Jamie Lawson, BeMy          | ÷ Tour                                                                        | 104 836 sprzedanych biletów (łącznie) | [ 148 ] [ 149 ]         |
| 26 czerwca 2019(dts)  | Phil Collins                    | Nile Rodgers i Chic                     | Still Not Dead Yet Live!                                                      | | [ 150 ]                 |
| 12 lipca 2019(dts)    | Bon Jovi                        | Switchfoot                              | This House Is Not for Sale Tour                                               | 48 846 sprzedanych biletów | [ 151 ]                 |
| 20 lipca 2019(dts)    | Pink                            | Vance Joy, Bang Bang Romeo, Kid Cut Up  | Beautiful Trauma World Tour                                                   | 46 964 sprzedanych biletów | [ 152 ] [ 153 ]         |
| 21 sierpnia 2019(dts) | Metallica                       | Bokassa, Ghost                          | WorldWired Tour                                                               | 53 877 sprzedanych biletów | [ 154 ] [ 155 ]         |
| 28 września 2019(dts) | Dawid Podsiadło, Taco Hemingway | —                                       | —                                                                             | Goście specjalni: Quebonafide, Pezet, Rosalie., Otsochodzi, Ras, Bedoes, Kortez i Krzysztof Zalewski | [ 156 ]                 |
| 20 czerwca 2022(dts)  | Guns N’ Roses                   | Gary Clark Jr., Dirty Honey             | We’re F’N’ Back! Tour                                                         | 49 026 sprzedanych biletów | [ 157 ]                 |
| 8 lipca 2022(dts)     | Coldplay                        | H.E.R., Mery Spolsky, Romario Punch     | Music of the Spheres World Tour                                               | 57 574 sprzedanych biletów | [ 158 ] [ 159 ]         |
| 16 lipca 2022(dts)    | Rammstein                       | Abélard                                 | Rammstein Stadium Tour                                                        | 53 877 sprzedanych biletów | [ 160 ]                 |
| 24 lipca 2022(dts)    | Iron Maiden                     | Within Temptation, Lord of the Lost     | Legacy of the Beast World Tour                                                | 60 tys. widzów. Przeniesiony z 5 lipca 2020, a następnie z 11 czerwca 2021 z powodu pandemii COVID-19 | [ 161 ] [ 162 ] [ 163 ] |
| 30 lipca 2022(dts)    | Sting                           | Joe Summer, Anna Maria Jopek            | My Songs Tour                                                                 | Przeniesiony z 25 lipca 2020, a następnie z 24 lipca 2021 z powodu pandemii COVID-19 | [ 164 ] [ 165 ]         |
| 19 sierpnia 2022(dts) | Andrea Bocelli                  | —                                       | Believe World Tour                                                            | | [ 166 ]                 |
| 25 sierpnia 2022(dts) | Ed Sheeran                      | Maisie Peters, Cat Burns                | +–=÷× Tour                                                                    | 146 340 sprzedanych biletów (łącznie) | [ 159 ] [ 167 ]         |
| 26 sierpnia 2022(dts) | Ed Sheeran                      | Maisie Peters, Cat Burns                | +–=÷× Tour                                                                    | 146 340 sprzedanych biletów (łącznie) | [ 159 ] [ 167 ]         |
| 21 czerwca 2023(dts)  | Red Hot Chili Peppers           | Iggy Pop, The Mars Volta                | Global Stadium Tour                                                           | | [ 168 ]                 |
| 27 czerwca 2023(dts)  | Beyoncé                         | —                                       | Renaissance World Tour                                                        | 108 141 sprzedanych biletów (łącznie) | [ 169 ]                 |
| 28 czerwca 2023(dts)  | Beyoncé                         | —                                       | Renaissance World Tour                                                        | 108 141 sprzedanych biletów (łącznie) | [ 169 ]                 |
| 2 lipca 2023(dts)     | Harry Styles                    | Wet Leg                                 | Love On Tour                                                                  | 54 824 sprzedanych biletów | [ 170 ]                 |
| 16 lipca 2023(dts)    | Pink                            | KidCutUp, Margaret, Viki Gabor          | Summer Carnival                                                               | 48 669 sprzedanych biletów | [ 171 ]                 |
| 2 sierpnia 2023(dts)  | Depeche Mode                    | Hope                                    | Memento Mori World Tour                                                       | | [ 172 ]                 |
| 9 sierpnia 2023(dts)  | The Weeknd                      | Kaytranada, Mike Dean                   | After Hours til Dawn Tour                                                     | 62 007 sprzedanych biletów | [ 173 ]                 |
| 14 sierpnia 2023(dts) | Imagine Dragons                 | AJR                                     | Mercury World Tour                                                            | 54 403 sprzedanych biletów | [ 174 ]                 |
| 26 sierpnia 2023(dts) | Dawid Podsiadło                 | —                                       | —                                                                             | Goście specjalni: sanah, Artur Rojek i Taco Hemingway | [ 175 ]                 |
| 22 września 2023(dts) | sanah                           | —                                       | Uczta nad Ucztami                                                             | Goście specjalni: Tomasz Kot, Muniek Staszczyk, Grzegorz Turnau, Dawid Podsiadło i Vito Bambino | [ 176 ]                 |
| 22 czerwca 2024(dts)  | Taco Hemingway                  | —                                       | 1-800-Tour                                                                    | Goście specjalni: Edyta Bartosiewicz, Oki, Daria Zawiałow, CatchUp, Gruby Mielzky, Bedoes, White 2115 i Otsochodzi | [ 177 ]                 |
| 5 lipca 2024(dts)     | Metallica                       | Architects, Mammoth WVH                 | M72 World Tour                                                                | 154 000 sprzedanych biletów (łącznie) | [ 178 ] [ 179 ]         |
| 7 lipca 2024(dts)     | Metallica                       | Five Finger Death Punch, Ice Nine Kills | M72 World Tour                                                                | 154 000 sprzedanych biletów (łącznie) | [ 178 ] [ 179 ]         |
| 1 sierpnia 2024(dts)  | Taylor Swift                    | Paramore                                | The Eras Tour                                                                 | | [ 180 ]                 |
| 2 sierpnia 2024(dts)  | Taylor Swift                    | Paramore                                | The Eras Tour                                                                 | | [ 180 ]                 |
| 3 sierpnia 2024(dts)  | Taylor Swift                    | Paramore                                | The Eras Tour                                                                 | | [ 180 ]                 |
| 24 sierpnia 2024(dts) | Andrea Bocelli                  | —                                       | —                                                                             | | [ 181 ]                 |
| 17 czerwca 2025(dts)  | Justin Timberlake               | —                                       | The Forget Tomorrow World Tour                                                | | [ 182 ]                 |
| 27 czerwca 2025(dts)  | Quebonafide                     | —                                       | Akt II: Ostatni koncert                                                       | Goście specjalni: Muflon, Eripe, Tommy Cash, Sobel, The Cassino, Kuban, Henryk Miśkiewicz, Kukon, Solar, Klaudia Szafrańska, Kasia Grzesiek, Resina, K-Leah, Jakub Józef Orliński, Mata i Oki                                       | [ 183 ]                 |
| 28 czerwca 2025(dts)  | Quebonafide                     | —                                       | Akt II: Ostatni koncert                                                       | Goście specjalni: Muflon, Eripe, Jakub Józef Orliński, Sobel, The Cassino, Kuban, Henryk Miśkiewicz, Sokół, Solar, Klaudia Szafrańska, PlanBe, Resina, K-Leah, Mata i Oki                                                           | [ 184 ]                 |
| 12 lipca 2025(dts)    | Guns N’ Roses                   | Public Enemy                            | Because What You Want & What You Get Are Two Completely Different Things Tour | | [ 185 ]                 |
| 18 lipca 2025(dts)    | Imagine Dragons                 |                                         | Loom World Tour                                                               | | [ 186 ]                 |
| 19 lipca 2025(dts)    | Imagine Dragons                 |                                         | Loom World Tour                                                               | | [ 186 ]                 |
| 25 lipca 2025(dts)    | Jennifer Lopez                  | AntoNetta                               | Up All Night: Live in 2025                                                    | | [ 187 ]                 |
| 2 sierpnia 2025(dts)  | Iron Maiden                     | Avatar                                  | Run for Your Lives World Tour                                                 | | [ 188 ]                 |
| 6 sierpnia 2025(dts)  | Kendrick Lamar, SZA             | DJ Mustard                              | Grand National Tour                                                           | | [ 189 ]                 |
| Planowane             |                                 |                                         |                                                                               | |                         |
| 9 sierpnia 2025(dts)  | Maks Korż                       |                                         | —                                                                             | | [ 190 ]                 |
| 19 września 2025(dts) | sanah                           |                                         | sanah na stadionach                                                           | Goście specjalni: Kuba Badach, Michał Bajor, Mela Koteluk, Kasia Kowalska, Alicja Majewska, Państwowy Zespół Ludowy Pieśni i Tańca „Mazowsze”, Katarzyna Nosowska, Grzegorz Skawiński, Sobel, Natalia Szroeder i Krzysztof Zalewski | [ 191 ]                 |
| 20 września 2025(dts) | sanah                           |                                         | sanah na stadionach                                                           | Goście specjalni: Kuba Badach, Michał Bajor, Mela Koteluk, Kasia Kowalska, Alicja Majewska, Państwowy Zespół Ludowy Pieśni i Tańca „Mazowsze”, Katarzyna Nosowska, Grzegorz Skawiński, Sobel, Natalia Szroeder i Krzysztof Zalewski | [ 191 ]                 |
| 14 lipca 2026(dts)    | Bad Bunny                       |                                         | Debí Tirar Más Fotos World Tour                                               | | [ 192 ]                 |

#### Grupowe i festiwale
| Data                     | Nazwa koncertu lub festiwalu  | Wykonawcy | Dodatkowe informacje                                | Źr.             |
| ------------------------ | ----------------------------- | --- | --------------------------------------------------- | --------------- |
| 29 stycznia 2012(dts)    | Oto jestem                    | Voo Voo i Haydamaky, Zakopower, Coma, T.Love, Lady Pank | Darmowy koncert inauguracyjny stadionu              | [ 193 ]         |
| 25 maja 2013(dts)        | Orange Warsaw Festival 2013   | Beyoncé, Basement Jaxx, Tinie Tempah, OCN |                                                     | [ 194 ]         |
| 26 maja 2013(dts)        | Orange Warsaw Festival 2013   | Fatboy Slim, The Offspring, Cypress Hill, Lipali |                                                     | [ 195 ]         |
| 13 czerwca 2014(dts)     | Orange Warsaw Festival 2014   | Kings of Leon, Queens of the Stone Age, Pixies, French Films |                                                     | [ 196 ]         |
| 14 czerwca 2014(dts)     | Orange Warsaw Festival 2014   | Florence and the Machine, The Kooks, The Wombats, Bombay Bicycle Club |                                                     | [ 197 ]         |
| 15 czerwca 2014(dts)     | Orange Warsaw Festival 2014   | Outkast, David Guetta, Kasabian, The 1975, Miles Kane |                                                     | [ 198 ]         |
| 11 lipca 2014(dts)       | Sonisphere Festival 2014      | Metallica, Alice in Chains, Anthrax, Kvelertak, Chemia |                                                     | [ 199 ]         |
| 19 marca 2015(dts)       | Absolvent Talent Days 2015    | Hey, Jamal, Łąki Łan, O.Torvald | Darmowy koncert w ramach targów                     | [ 200 ]         |
| 19 września 2015(dts)    | Inter Cars 25-lecie           | Roxette, Bajm, Afromental, Mrozu, Boys, Kombii, Ewa Farna, Patricia Kazadi | Koncert zamknięty                                   | [ 201 ] [ 202 ] |
| 24 września 2016(dts)    | Roztańczony PGE Narodowy 2016 | Alphaville, Boney M., Lou Bega, Weekend, Akcent, Boys, M.I.G, Power Play, Defis, Milano, Extazy, Ich Troje | Transmitowany przez Polsat i Disco Polo Music       | [ 203 ]         |
| 23 września 2017(dts)    | Roztańczony PGE Narodowy 2017 | Álvaro Soler, Monika Lewczuk, Akcent, Weekend, Boys, After Party, M.I.G, Extazy, Top Girls, Milano | Transmitowany przez Polsat i Disco Polo Music       | [ 204 ]         |
| 22 września 2018(dts)    | Roztańczony PGE Narodowy 2018 | Shanguy, Cleo, Filip Lato, Londonbeat, Sabrina, Akcent, Sławomir, Boys, Stachursky, Horyzonty, Papa D, Jorrgus, Top Girls, Milano, Skaner, M.I.G, Weekend, Defis, Long & Junior, D-Bomb, Dejw, Nastja, Luka Rosi, Joker, Bayera | Transmitowany przez TVP2                            | [ 205 ]         |
| 10 listopada 2018(dts)   | Koncert dla Niepodległej      | Natalia Sikora, Mała Armia Janosika, Warszawska Orkiestra Sentymentalna, Aleksandra Kurzak, Andrzej Lampert, Państwowy Zespół Ludowy Pieśni i Tańca „Mazowsze”, Natalia Nykiel, Misia Furtak, Jan Młynarski, Warszawskie Combo Taneczne, Stanisława Celińska, L.U.C., Rebel Babel Ensemble, Tulia, Skubas, Jan Radwan, Maciej Starnawski, Kamil Bednarek, Dariusz Malejonek, Milo Kurtis, Maryla Rodowicz, Sound’n’Grace, Sławek Uniatowski, Olga Szomańska, Michał Kowalonek, Natalia Szroeder, Mateusz Ziółko, Kasia Moś, Krystyna Prońko, Jan Pietrzak, Paweł Kukiz, Sebastian Karpiel-Bułecka, Marek Piekarczyk, Igor Herbut, Wojciech Cugowski, Damian Ukeje, Muniek Staszczyk, Ewa Farna, SBB, Adam Bałdych, Krzysztof Cugowski | Transmitowany przez TVP1, TVP Polonia, TVN i Polsat | [ 206 ]         |
| 21 września 2019(dts)    | Roztańczony PGE Narodowy 2019 | Akcent, Michał Wiśniewski, Boys, Maryla Rodowicz, Ronnie Ferrari, Stachursky, Sławomir, Łobuzy, After Party, Extazy, Top Girls, News, Defis, M.I.G, Camasutra, Jorrgus, Miły Pan, Gromee, Brave, Long & Junior, Dawid Kwiatkowski, Golec uOrkiestra, Cleo, Luka Rosi, Weekend, Daj To Głośniej, Dejw, Exaited, Borys LBD, D-Bomb | Transmitowany przez TVP2                            | [ 207 ]         |
| 26 września 2020(dts)    | Solidarni z Białorusią        | Chłopcy z Placu Broni, Źmicier Wajciuszkiewcz, Natalia Nykiel, Grzegorz Markowski, Darek Kozakiewicz, Michał Szpak, Nizkiz, Mr. Zoob, Sebastian Riedel, Natalia Zastępa, Volski, Krzysztof Cugowski, Igor Herbut, Paweł Domagała, Enej, Luxtorpeda, Golec uOrkiestra, Ørganek | Transmitowany przez Polsat                          | [ 208 ]         |
| 25 września 2021(dts)    | Roztańczony PGE Narodowy 2021 | Boys, Akcent, Ronnie Ferrari, Weekend, Top Girls, Cleo, Borys LBD, Kwestia 07, M.I.G, Jorrgus, Miły Pan, Thomas Anders, Popek Monster, Kubańczyk, Filipek, Antony Esca, Vixen, Kbleax, Kacper Błoński |                                                     | [ 209 ]         |
| 1 października 2022(dts) | Roztańczony PGE Narodowy 2022 | Smolasty, Dawid Kwiatkowski, Mr. Polska, Skolim, Kubańczyk, Masny Ben i MGNG, Daria, Vibe House Club, Ronnie Ferrari, Qbik, Zee Krayski, Tribbs, Akcent, The Disco Boys, Piękni i Młodzi, Andre, Defis, Miły Pan, Bogdan Borowski, Boys, Top Girls, Jorrgus, Milano, Bajorek, Szpilki, Extazy, News | Transmitowany przez TVP2                            | [ 210 ]         |
| 23 września 2023(dts)    | KPOP Nation                   | The Boyz, Mamamoo+, Kep1er, CIX, Zerobaseone, SF9, (G)I-DLE, Monsta X |                                                     | [ 211 ]         |
| 30 września 2023(dts)    | Roztańczony PGE Narodowy 2023 | Akcent, Boys, Piękni i Młodzi, Defis, Weekend, Łobuzy, Miły Pan, Discoboys, Top Girls, Marcin Siegieńczuk, Maryla Rodowicz, Doda, Edyta Górniak, Smolasty, Skolim, Blanka, Kubańczyk, Cleo, Viki Gabor, Michał Wiśniewski, Majka Jeżowska, Mezo i Liber, B.R.O, Ronnie Ferrari, Zusje, Kacper Blonsky, Cyrko, EV, VHS, Lena Moonlight, Tribbs | Transmitowany przez TVP2                            | [ 212 ]         |
| 26 lipca 2024(dts)       | Warsaw Rocks ’24              | Scorpions, Europe, Omega Testamentum, Dżem |                                                     | [ 213 ]         |
| 28 września 2024(dts)    | Roztańczony PGE Narodowy 2024 | Samantha Fox, The Kolors, Stachursky, Sławomir, Skolim, Just 5, Akcent, Piękni i Młodzi, Boys, Miły Pan, Weekend, M.I.G, Łobuzy, Blanka, Defis, Vixen, Tribbs i Kubańczyk, Modelki, Julia Żugaj | Transmitowany przez Polsat                          | [ 214 ]         |
| Planowane                |                               | |                                                     |                 |
| 27 września 2025(dts)    | Roztańczony PGE Narodowy 2025 | |                                                     | [ 215 ]         |

### Inne wydarzenia
| Data                                    | Prowadzący                                  | Nazwa wydarzenia                                           | Frekwencja | Dodatkowe informacje                    |
| --------------------------------------- | ------------------------------------------- | ---------------------------------------------------------- | ---------- | --------------------------------------- |
| 6 lipca 2013(dts)                       | John Baptist Bashobora                      | Jezus na Stadionie 2013                                    | 57 000     |                                         |
| 18 września 2013(dts)                   | Jeremy Clarkson, Richard Hammond, James May | Top Gear Live                                              | 58 000     |                                         |
| 14 grudnia 2013(dts)                    |                                             | Nitro Circus Live                                          |            |                                         |
| 20 września 2014                        |                                             | VERVA Street Racing 2014- Dakar na Narodowym               |            |                                         |
| 18 lipca 2015(dts)                      | John Baptist Bashobora                      | Jezus na Stadionie 2015                                    |            |                                         |
| 24 października 2015                    | Jeremy Clarkson, Richard Hammond, James May | VERVA Street Racing 2015                                   |            | Top Gear prowadziło tylko część imprezy |
| 8 lipca 2016(dts) – 9 lipca 2016(dts)   |                                             | Szczyt NATO                                                |            |                                         |
| 1 lipca 2017(dts)                       | John Baptist Bashobora                      | Jezus na Stadionie 2017                                    | 35 000     |                                         |
| 6 lipca 2017(dts)                       |                                             | Polsko-Amerykański Piknik wojskowy                         |            |                                         |
| 7 października 2017(dts)                |                                             | Piknik z okazji Narodowego Dnia Sportu                     |            |                                         |
| 14 marca 2019(dts) – 15 marca 2019(dts) |                                             | Konferencja poświęcona bezpieczeństwu na Bliskim Wschodzie |            |                                         |
| 15 sierpnia 2021(dts)                   |                                             | Polski piknik wojskowy z okazji Święta Wojska Polskiego    |            |                                         |
| 11 września 2021(dts)                   |                                             | Piknik z okazji Narodowego Dnia Sportu                     |            |                                         |
| 19 września 2021(dts)                   |                                             | Piknik „Odważ się być zdrowym”                             |            |                                         |

### Odwołane wydarzenia w 2011–2012
- „Widowisko świateł” – uroczystość przygotowana na otwarcie Stadionu Narodowego, zastąpiona przez koncert otwarcia „Oto Jestem”[217]
- Zawody Red Bull X-Fighters – najsłynniejsze na świecie rozgrywki freestylu motocrossowego (fmx) (zaplanowane na dzień 6 sierpnia), przeniesione na Stadion Miejski w Poznaniu[218][219]
- Koncert Night of the Proms – miał odbyć się we wrześniu 2011 i byłby to pierwszy koncert z cyklu w Polsce, odwołany z powodu opóźnienia w budowie stadionu.
- Sylwester 2011/2012 – odwołany z powodu 10-miesięcznego opóźnienia w budowie stadionu[220]
- XX Finał Wielkiej Orkiestry Świątecznej Pomocy – odwołany z powodu 10-miesięcznego opóźnienia w budowie stadionu.
- Inauguracyjny mecz na Stadionie Narodowym – 6 września 2011 pomiędzy reprezentacjami Polski i Niemiec[221].
- Puchar Polski – miał się odbyć 24 kwietnia 2012, jednak stadion nie był w pełni przystosowany do odbioru sieci GSM/UMTS – nadajniki zostały zamontowane dopiero przed EURO 2012

## Nazwa stadionu

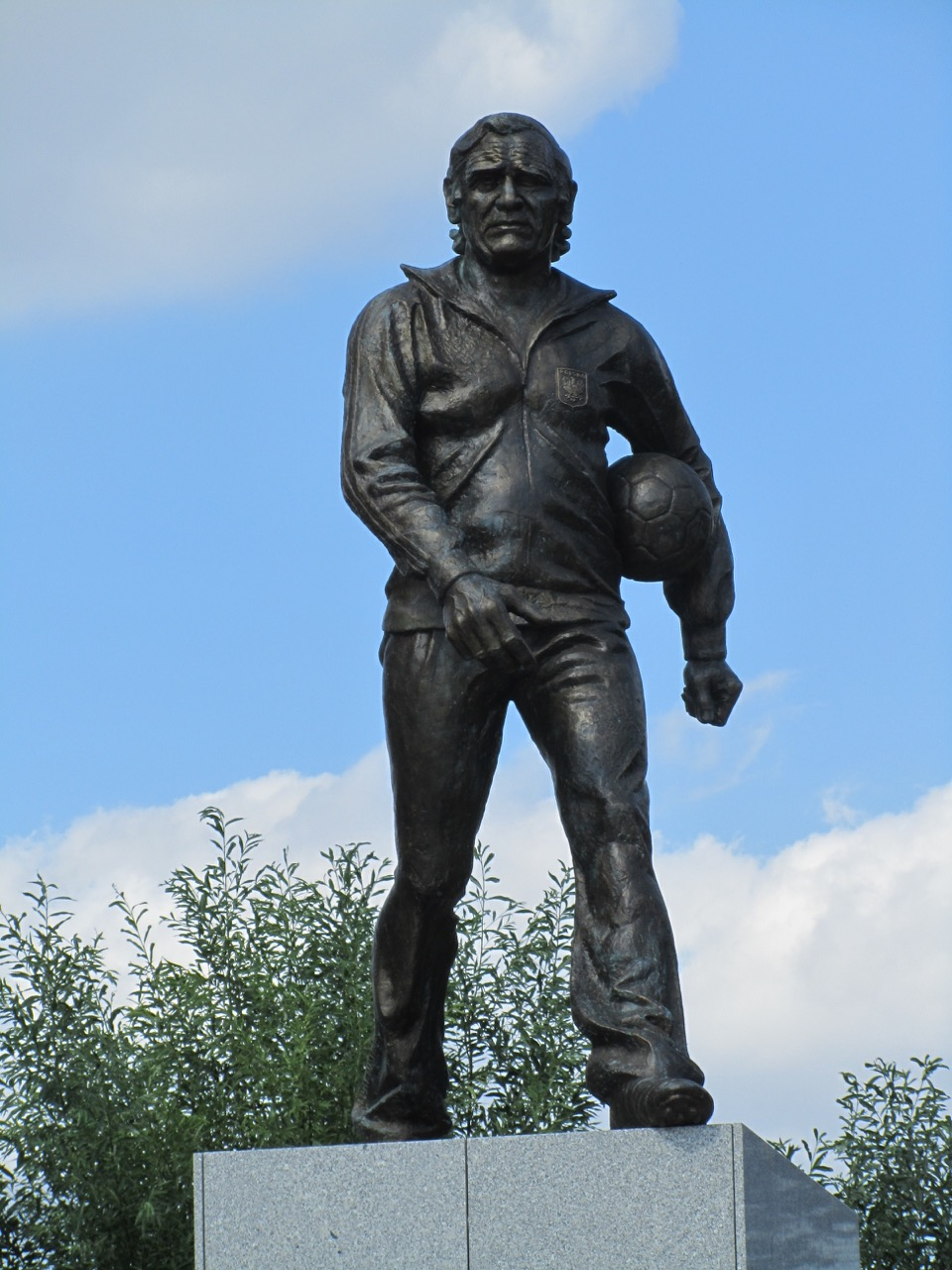
Pomnik Kazimierza Górskiego odsłonięty w 2015

- 28 czerwca 2012 Sejm przyjął uchwałę wzywającą do nadania stadionowi imienia Kazimierza Górskiego[222], lecz dopiero 10 października 2021 Stadion Narodowy oficjalnie otrzymał imię legendarnego selekcjonera[223].
- Zgodnie z umową podpisaną w lipcu 2015 r. z operatorem stadionu przez Polską Grupę Energetyczną, obiekt do 10 października 2020 miał nosić nazwę PGE Narodowy[7]. Była to najdroższa tego typu umowa sponsorska w Polsce (ok. 40 mln zł)[224]. W 2021 r. strony zdecydowały się na zawarcie aneksu do umowy, wydłużającego jej obowiązywanie o okres funkcjonowania na stadionie szpitala covidowego[224].

## Koszt budowy i wyniki finansowe

### Wyniki finansowe
| Okres             | Przychody     | Koszty      | Strata       |
| ----------------- | ------------- | ----------- | ------------ |
| 01.2013 – 07.2013 | 10,602 mln zł | 20,5 mln zł | 9,898 mln zł |

### Koszty
Całkowity koszt budowy Stadionu Narodowego wyniósł 1,915 mld zł (plus roszczenia niemieckiego wykonawcy w wysokości 400 mln, jak również koszt działki, który nie jest uwzględniony), co daje w przeliczeniu na jedno miejsce/krzesełko 32 500 zł.
Stadion został zbudowany i sfinansowany z budżetu państwa. Z racji tego, że nie jest własnością żadnego klubu piłkarskiego, nie uzyskał dotacji z budżetu lokalnego, jak to miało miejsce np. w Poznaniu. Średni koszt budowy jednego miejsca na stadionie zakładano na ok. 12 000 zł. Miesięczny koszt utrzymania Stadionu Narodowego szacuje się na około 1,5 mln zł.
Aby koszty utrzymania Stadionu Narodowego nie przekroczyły wpływów konieczne jest zapewnienie przez PL.2012+ (operatora obiektu) około od 120 do 150 w większości dużych imprez i wydarzeń rocznie. Tylko w przypadku niemalże pełnych rezerwacji na wszystkie wydarzenia jest możliwy zysk, ponieważ nawet organizacja 25 koncertów gwiazd dużej sławy, np. Madonny, przy sprzedaży biletów poniżej 85 proc. nie przyniesie dodatniego wyniku finansowego. Kluby piłkarskie wypożyczające stadion na prestiżowe mecze mogą gwarantować wystarczające wpływy, szczególnie jeśli grają w Lidze Mistrzów i Lidze Europy. Podatek od nieruchomości, na której stoi obiekt, wynosi 15 mln zł rocznie, natomiast ubezpieczenie kolejne 7 mln zł, dając kwotę 22 mln. NCS czeka na wieloletni proces o zapłatę za prace dodatkowe (niemiecki wykonawca żąda dodatkowych 400 mln zł). Wbrew obietnicom Rafała Kaplera w 2012, nie potrafił on do czasu odwołania pozyskać sponsora tytularnego.
W październiku 2012 r. operator (NCS) zapewnił jedynie 5 dużych imprez na stadionie – powyżej 20 000 widzów (poza Euro 2012). Na cały 2013 r. prezes Robert Wojtaś planował jedną całostadionową imprezę, następnie został zwolniony.
W związku z negatywną oceną Wojtasia Minister Sportu powołał nowego prezesa – Marcina Herrę, który zapowiedział, że w okresie 12 miesięcy będzie odbywać się co najmniej 10 imprez całostadionowych (dla 58 tys. widzów), jak również wprowadzenie unikalnego rozwiązania wyboru imprez poprzez głosowanie na oficjalnym profilu stadionu, jacy muzycy będą występować na Stadionie Narodowym.

### Przychody

#### Euro 2012
Stadion nie przyniósł zysków podczas Mistrzostw Europy. Szacunkowy wpływ z biletów (cała impreza Euro 2012) określony został na 400 milionów złotych. Zyski ze sprzedaży miejsc – od zwykłych krzesełek po loże zostały jednak podzielone pomiędzy UEFA i PZPN, czyli niezależne od Państwa organizacje międzynarodowe i krajowe. Dotyczy to także miejsc zazwyczaj rezerwowanych dla przedstawicieli władz – m.in. loża prezydencka Stadionu Narodowego została na czas Euro 2012 wynajęta Romanowi Abramowiczowi przez UEFA za 5 mln zł.

#### Pozostałe imprezy
Właściciel obiektu – spółka Skarbu Państwa Narodowe Centrum Sportu – miała utrzymać Stadion Narodowy oraz otrzymywać zyski z wynajmowania areny chętnym podmiotom. Była to odmienna od pozostałych aren Euro 2012 w Polsce strategia utrzymania obiektu (za utrzymanie stadionów są odpowiedzialne kluby).

## Zwiedzanie
Stadion Narodowy został udostępniony do zwiedzania przez turystów indywidualnych oraz grupy zorganizowane w ramach kilku tras tematycznych. Mogą oni również wejść na punkt widokowy na górnej trybunie stadionu.

## Dojazd

### Parking
Stadion jest wyposażony w dwupoziomowy parking podziemny (na 1765 samochodów) oraz parking zewnętrzny.

### Kolej i metro
Stadion jest zlokalizowany nieopodal dworca kolejowego Warszawa Stadion, dokąd można dojechać pociągami SKM: S1 lub S2, a także pociągami Kolei Mazowieckich jadącymi linią średnicową. Dojazd ze Śródmieścia trwa 5 minut, w szczycie pociągi kursują co 4 minuty. W ciągu godziny można dowieźć koleją nawet 26 000 kibiców.
Nieopodal stadionu znajduje się stacja metra Stadion Narodowy.

### Autobusy i tramwaje
Wokół stadionu znajduje się kilkanaście przystanków tramwajowych i autobusowych. Najwygodniej do centrum można dojechać korzystając z zespołu przystankowego Rondo Waszyngtona.

### Stacja rowerowa
W 2013 r. przy wejściu na stadion powstała stacja rowerowa Veturilo z 36 stojakami rowerowymi.

## Kontrowersje
W związku z różnego rodzaju imprezami o charakterze rozrywkowym wielokrotnie podnoszony był problem hałasu emitowanego podczas imprez masowych. Największe kontrowersje budziły do tej pory wydarzenia muzyczne, jak np. Orange Warsaw Festival i pokazy fajerwerków, w czasie których dochodziło do przekroczenia określonych przepisami prawa norm hałasu. Zgłaszane są także postulaty dotyczące poprawy organizacji ruchu przy okazji większych imprez na Stadionie oraz zmian w polityce udostępniania przestrzeni wokół obiektu dla reklamodawców.